# Paleis van Justitie (Parijs)
Het Paleis van Justitie (Frans: Palais de justice) is het gerechtsgebouw van Parijs, gelegen op het Île de la Cité in het centrum van de Franse hoofdstad. Hier zetelt het Franse Hof van Cassatie, het hoogste rechtscollege net zoals in België en andere door het Franse recht geïnspireerde rechtstelsels.
Binnen het complex bevinden zich diverse restanten van het oude koninklijk paleis, het Palais de la Cité, waaronder de Sainte-Chapelle en de Conciergerie. Aan de noord- en zuidzijde van het gebouw stroomt de Seine. Aan de westzijde ligt de Place Dauphine. In de nabijheid ligt het metrostation Cité .

## Geschiedenis

### Na de Franse Revolutie: Palais de Justice
In 1835 presenteerde de architect Jean-Nicolas Huyot een uitgebreid plan voor de verbouwing van het Palais de la Cité tot Paleis van Justitie. Het plan omvatte de sloop van enkele onderdelen van het oude paleis, waaronder de restanten van het Logis du Roi en de Salle sur l'eau, en de realisatie van een nieuw gebouw voor het Hof van Cassatie. Huyot werkte aan de uitvoering ervan tot aan zijn dood in 1840. Het werk werd voortgezet door Joseph-Louis Duc, eerst bijgestaan door Etienne Theodore Dommey en vanaf 1867 door Honoré Daumet, die na de dood van Duc in 1879 hoofdarchitect werd. Tussen 1857 en 1868 werd de westelijke vleugel van het Paleis van Justitie herbouwd door Joseph-Louis Duc en Honoré Daumet. Het exterieur omvatte beeldhouwwerk van Jean-Marie Bonnassieux. De nieuwbouw werd in oktober 1868 geopend door Georges-Eugène Haussmann, de grote stedenbouwkundige vernieuwer van Parijs. Het werd bekroond met de Grand Prix de l'Empereur als het belangrijkste kunstwerk dat in dat decennium in Frankrijk tot stand was gekomen.
In 1871, in de laatste dagen van de Commune van Parijs (1871), staken de communards het gebouw in brand, waarbij tevens een groot deel van het interieur werd verwoest. De restauratie werd uitgevoerd door Joseph-Louis Duc. Duc voltooide ook de westelijke façade aan de Rue de Harlay, terwijl architect Honoré Daumet de bouw van het Hof van Beroep voltooide. Het Palais de Justice was in 1914 grotendeels voltooid, op een gedeelte aan de zuidkant na, het Tribunal correctionel.
Tot 2018 herbergde het Palais de Justice ook het tribunal de grande instance (TGI) en het tribunal d'instance (TI). Het TI ontstond op 14 mei van dat jaar door fusie van twintig arrondissementsrechtbanken. De twee instellingen verhuisden naar het 37 verdiepingen tellende Tribunal de Paris in het 17e arrondissement van Parijs. In 2020 fuseerden ze tot tribunal judiciaire de Paris (TJ de Paris), qua aantal rechtszaken het grootste rechtscollege in Frankrijk.

## Architectuur
Het Palais de Justice is een groot complex van circa vier hectare. Het neemt daarmee bijna een vijfde in van het Île de la Cité. Het gebouwencomplex is sinds 1975 een monument historique.

### Oostgevel en Cour du Mai
Op de noordoostelijke hoek van het complex staat de 47 meter hoge Tour de l'Horloge ("Klokkentoren"), gebouwd rond 1353. Bovenin de toren hing een luidklok, de tocsin du palais ("alarmklok van het paleis"), die bij belangrijke dynastieke gebeurtenissen, zoals de dood van koningen en de geboorte van eerstgeboren koninklijke zonen, enkele dagen luidde. Het luiden van deze klok was in 1572 ook het signaal dat het begin van de bloedige Bartholomeusnacht aankondigde. De klok werd verwijderd en omgesmolten in 1792 en vervangen in 1848. Aan de kant van de Boulevard bevindt zich een gelijknamig, rijkversierd uurwerk, vervaardigd door Henri de Vic in 1370-1371 en de eerste openbare klok in Parijs. De klok werd in 1585-1586 gedecoreerd door de beeldhouwer Germain Pilon en sindsdien meerdere malen gerestaureerd, in 1849-1852 nogal hardhandig door Armand Toussaint, na zware schade tijdens de Franse Revolutie. De klok heeft twee monumentale, Latijnse inscripties.
De Cour du Mai is de ruime voorhof van het Paleis van Justitie. Het plein was vroeger toegankelijk via een versterkte poort en grenst nu aan de Boulevard du Palais, waarvan het gescheiden is door een sierlijk gietijzeren hek van Maître Bigonnet (1787, hersteld in 1877). De huidige gevels van de Cour du Mai dateren uit de jaren 1780, na de verwoestende brand van 1776. De belangrijkste (westelijke) gevel heeft een monumentale trap (voorheen Grands degrés of Perron du Roi genoemd), die leidt naar een vierkant, overkoepeld gebouw, versierd met vier Toscaanse zuilen met allegorische beelden. Van zuid naar noord: Overvloed door Pierre-François Berruer, Rechtvaardigheid en Voorzichtigheid door Félix Lecomte, en Kracht door Berruer. Boven de beelden bevindt zich een koninklijk wapenschild, ondersteund door twee gevleugelde djinns, van de beeldhouwer Augustin Pajou. Het ontwerp van de Cour du Mai, inclusief dat van het ijzeren hek, was van Pierre Desmaisons met assistentie van Jacques Denis Antoine en Joseph-Abel Couture, in het bijzonder voor het interieur. De zijvleugels werden in de jaren 1840 in dezelfde stijl herbouwd.
Ten zuiden van het hek van de Cour du Mai markeert een plaquette de voormalige locatie van de Chapelle Saint-Michel, waarin de Orde van Sint-Michiel van 1470 tot 1555/1557 was gevestigd (daarna overgebracht naar het Kasteel van Vincennes). De kapel gaf zijn naam aan de nabijgelegen Pont Saint-Michel en, aan de overkant van de Seine, de Place Saint-Michel en Boulevard Saint-Michel.
Direct ten noorden van de Cour du Mai grenst de Boulevard du Palais aan de voormalige hoofdvleugel van de koninklijke residentie uit de veertiende eeuw, met de Salle des Gens d'Armes op de begane grond (nu iets onder straatniveau) en de Salle des Pas-Perdus (voorheen de Grande Salle) op de eerste verdieping.

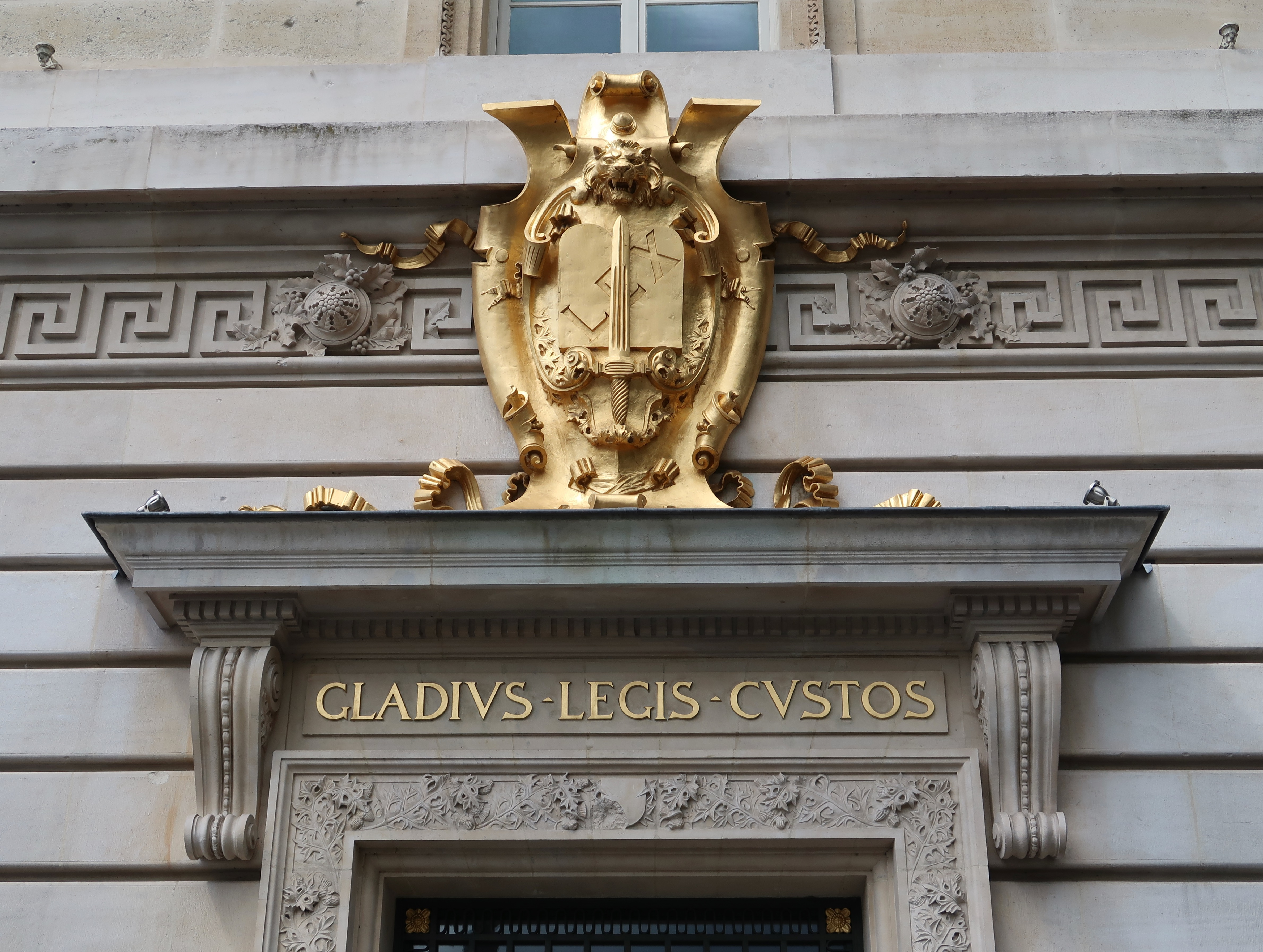
Detail zuidoostelijke entree
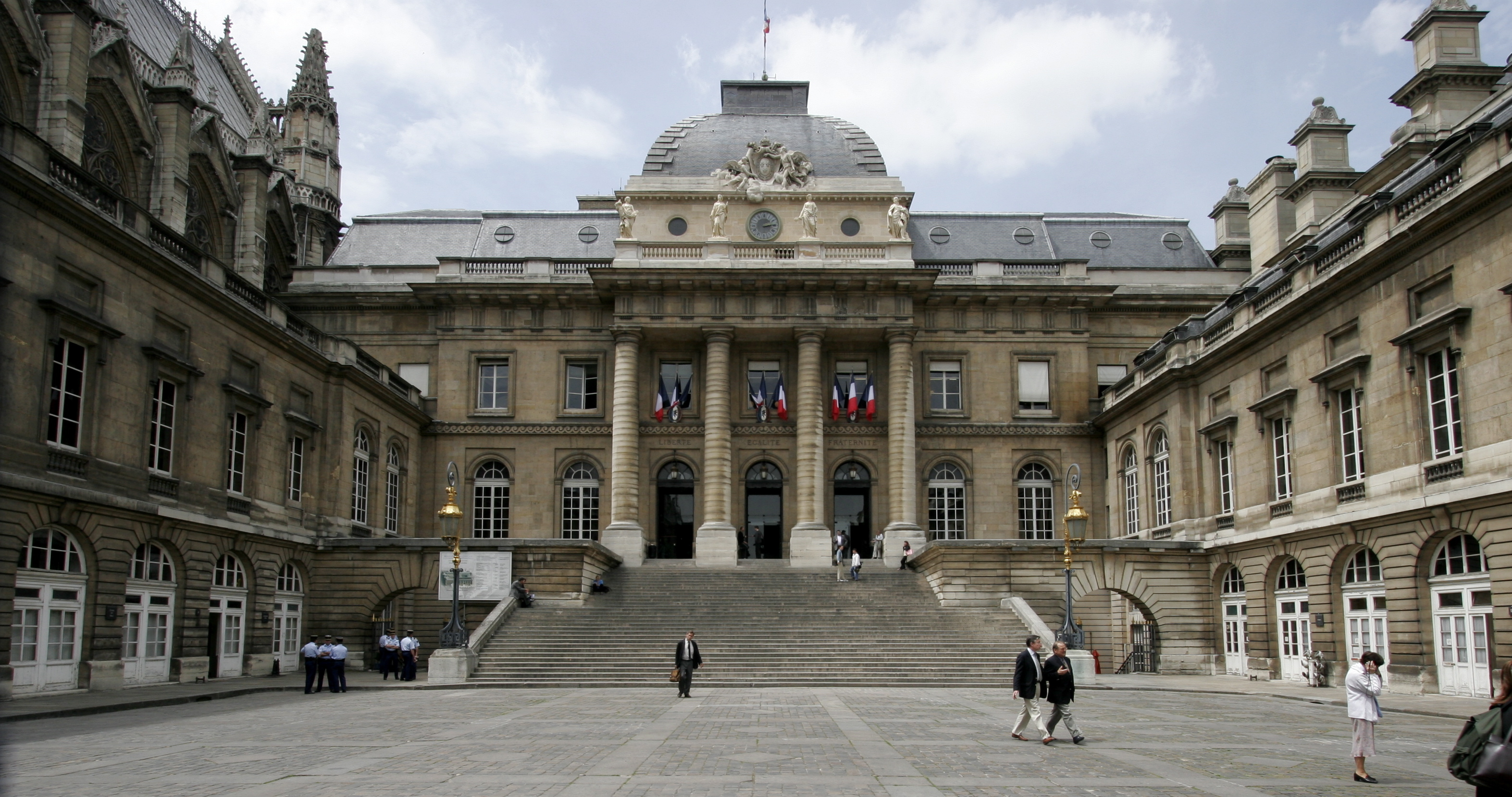
Cour du Mai
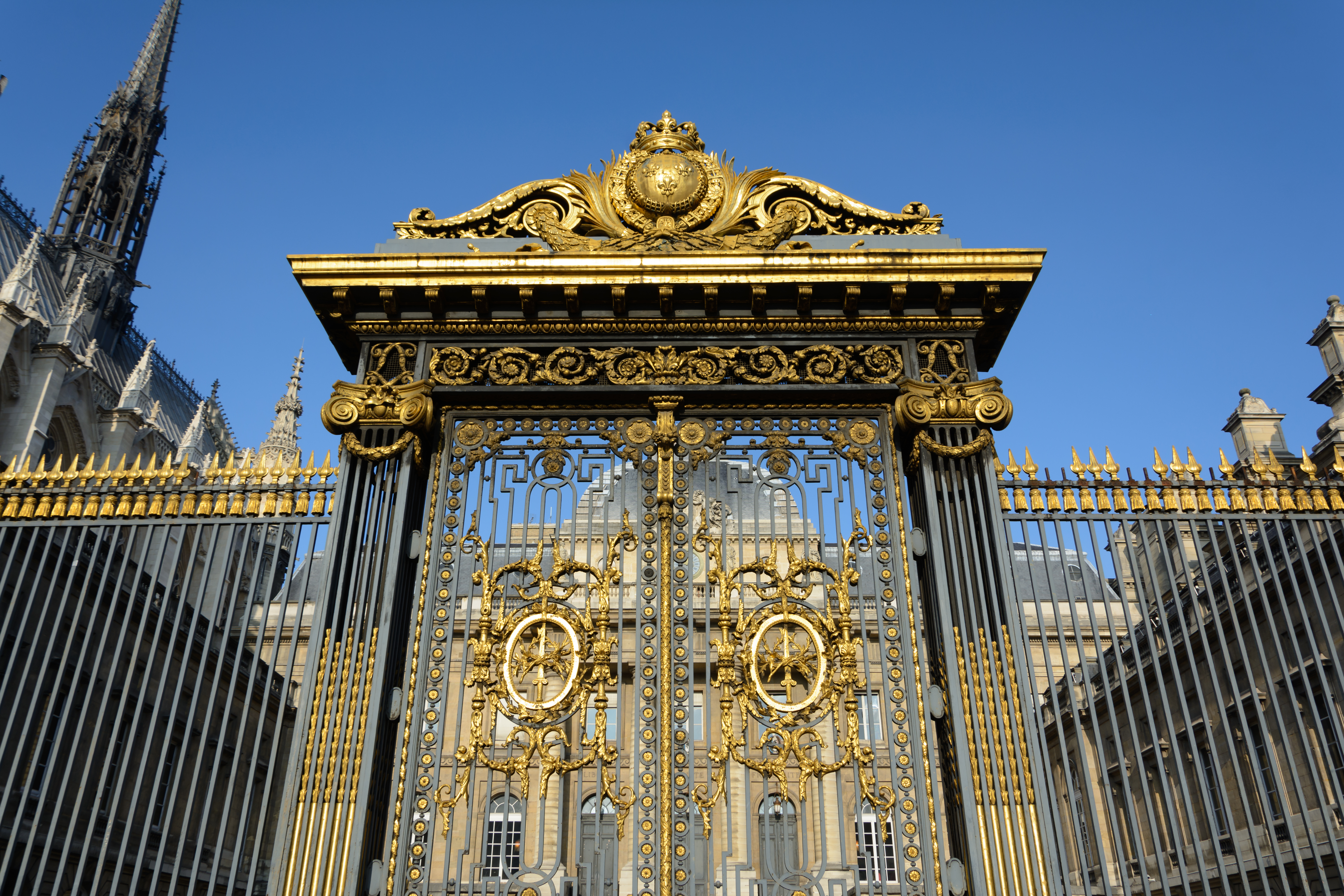
Hek uit 1787
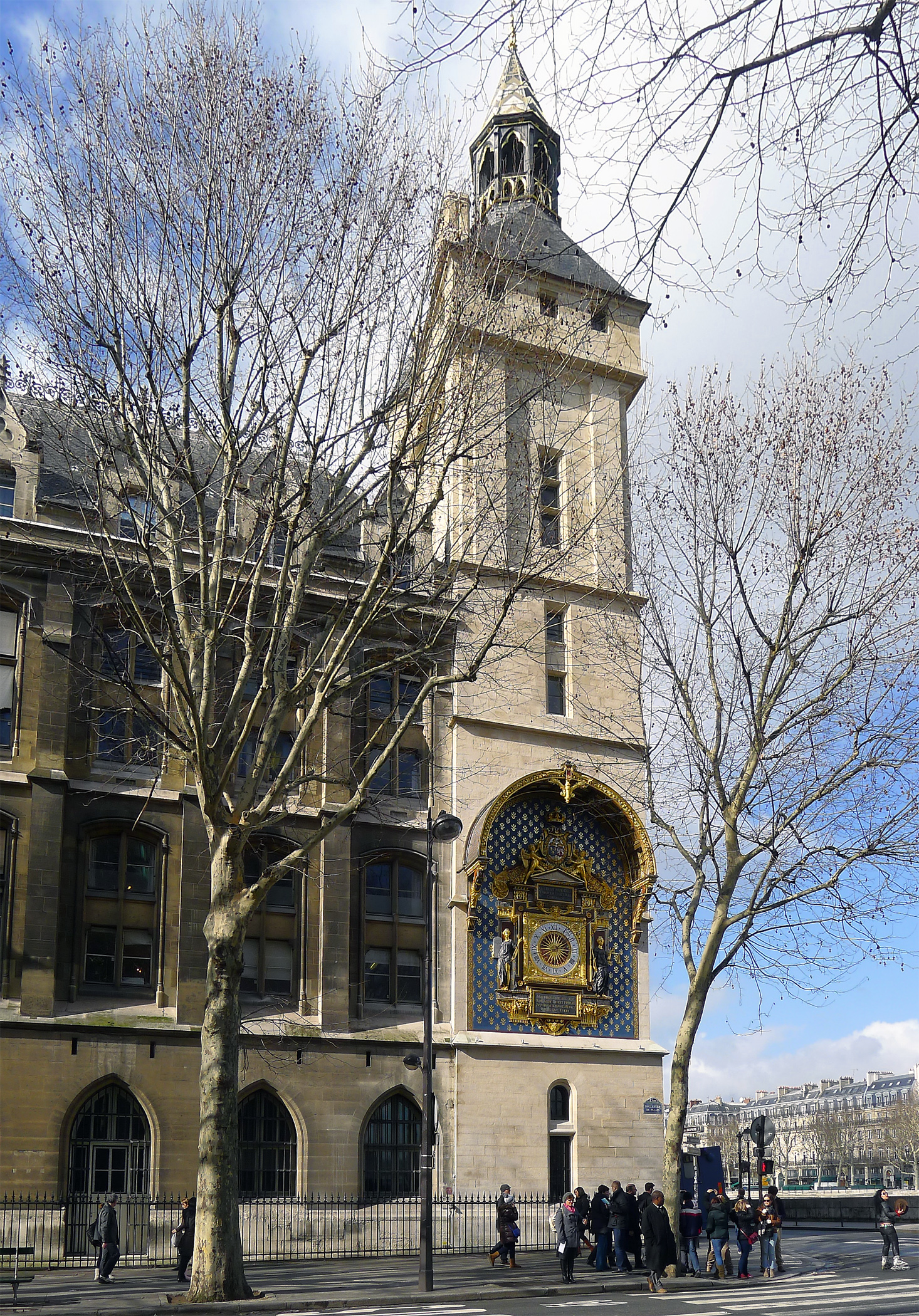
Tour de l'Horloge
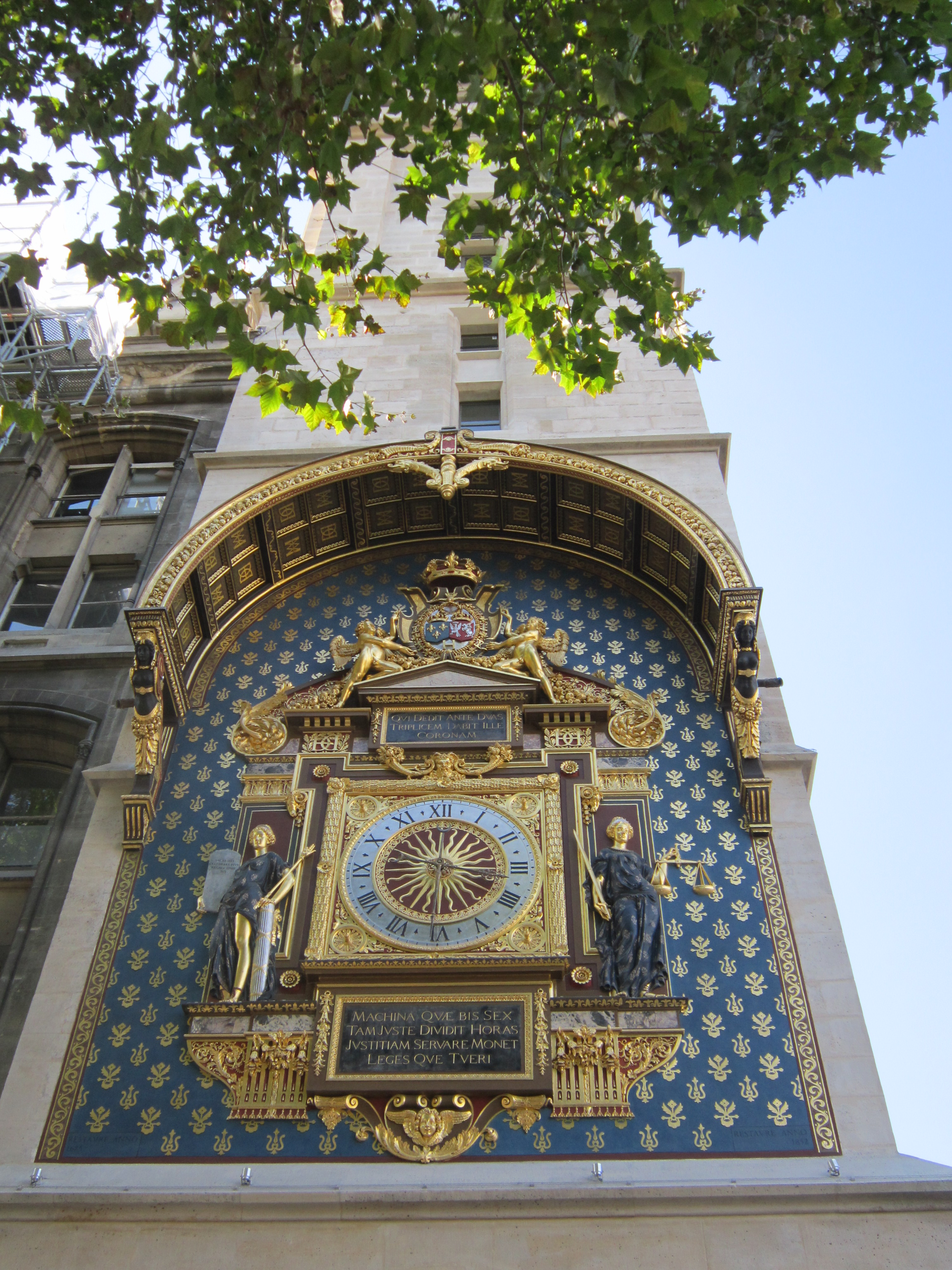
Monumentale klok

### Noordgevel
De noordgevel, langs de Seine, bestaat uit een opeenvolging van middeleeuwse torens en negentiende-eeuwse gevels. Van oost naar west:
- De Tour de l'Horloge, gebouwd in het midden van de veertiende eeuw.
- Een neogotische vleugel ontworpen door Joseph-Louis Duc en gebouwd in de jaren 1850.
- Twee torens uit het begin van de veertiende eeuw, meestal aangeduid als Tour de César en Tour d'Argent ("Zilveren Toren"), voorheen bekend als Tournelle Civile en Tournelle Criminelle, verwijzend naar de civiele en strafrechtelijke gerechtshoven die zich daar bevonden.
- Een tweede neogotische vleugel van Duc, met een soortgelijk maar niet identiek ontwerp als de meer oostelijke, gebouwd rond 1860 en hersteld na de brand van 1871.
- De Tour Bonbec, waarvan de naam verwijst naar de voormalige martelkamers, gebouwd in het midden van de dertiende eeuw, de enige getinde toren van het paleis. Hij was lager dan de andere torens, totdat Duc in de jaren 1860 de bovenste verdieping toevoegde en de buitentrap verwijderde. De bovenste delen werden hersteld na de brand van 1871, en vervolgens opnieuw in 1935, na een nieuwe brand op zolder.
- De noordgevel in neorenaissancestijl van het Cour de Cassation, oorspronkelijk ontworpen door Louis Lenormand, die er van 1838 tot aan zijn dood in 1862 aan werkte, voltooid door Joseph-Louis Duc en Étienne Theodore Dommey, na ernstige brandschade in 1871 identiek herbouwd en voltooid in 1881. De decoratie van de gevel omvat twee gebeeldhouwde frontons, een groot, segmentbogig fronton met het keizerlijke wapen omgeven door twee allegorische reliëfs (De wet beschermt de onschuld en De wet bestraft de misdaad, door Louis-Léon Cugnot) en een kleiner fronton boven de hoofdingang (met putti en een cartouche met spiegel-en-slangmotief door Henri Chapu). Tussen de twee frontons zijn vier kariatiden van Eugène-Louis Lequesne geplaatst, die personificaties voorstellen van Voorzichtigheid, Rechtvaardigheid, Onschuld en Kracht.

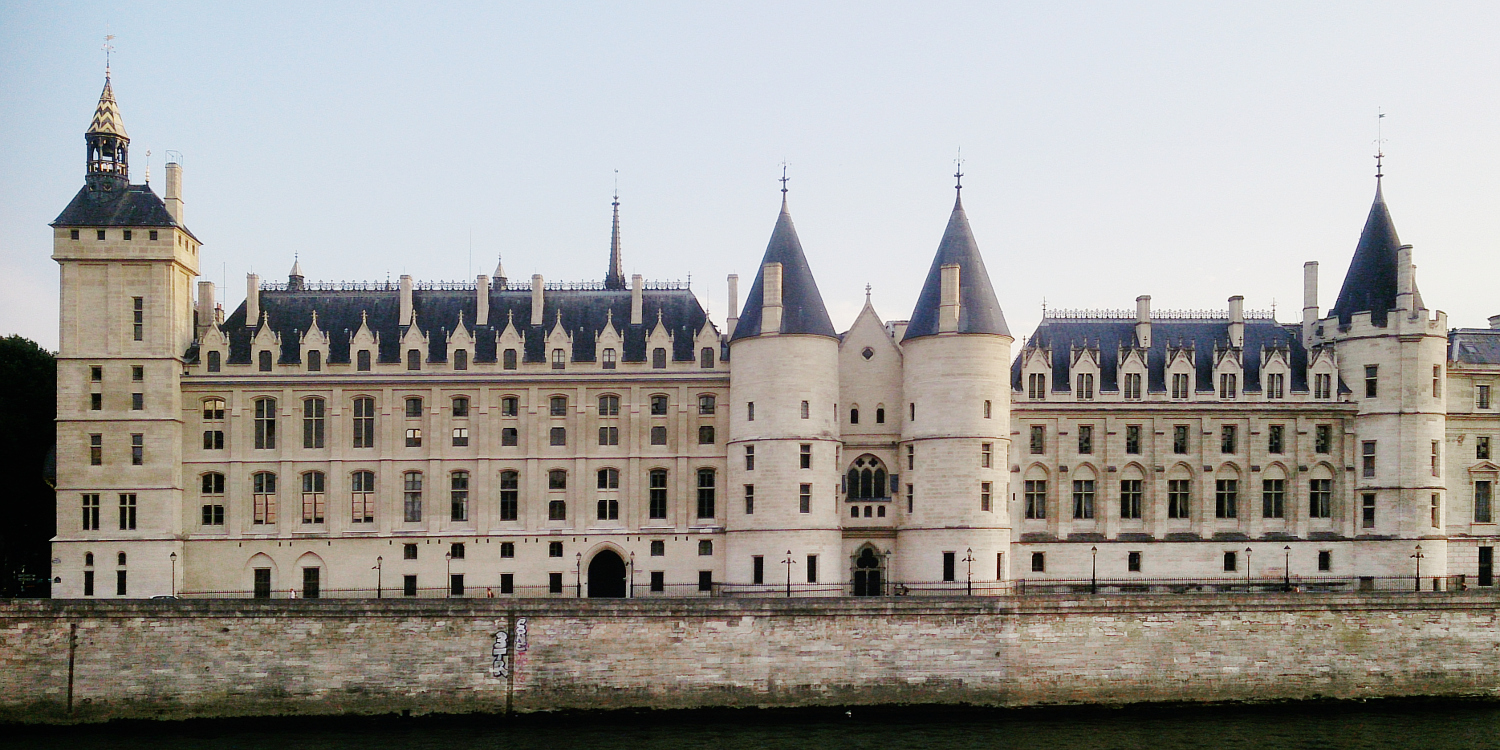
Neogotische vleugel met middeleeuwse torens
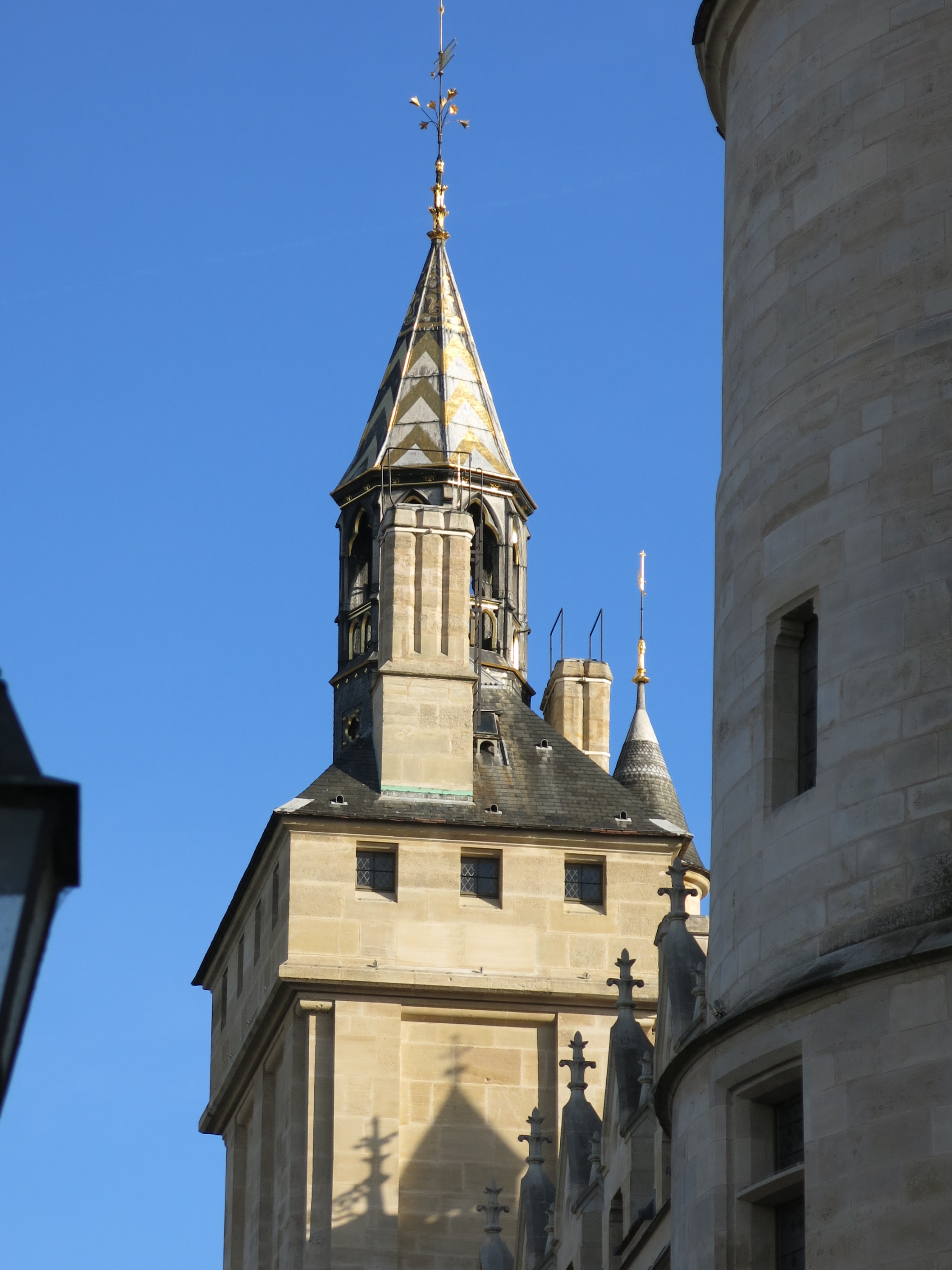
Detail Tour de l'Horloge
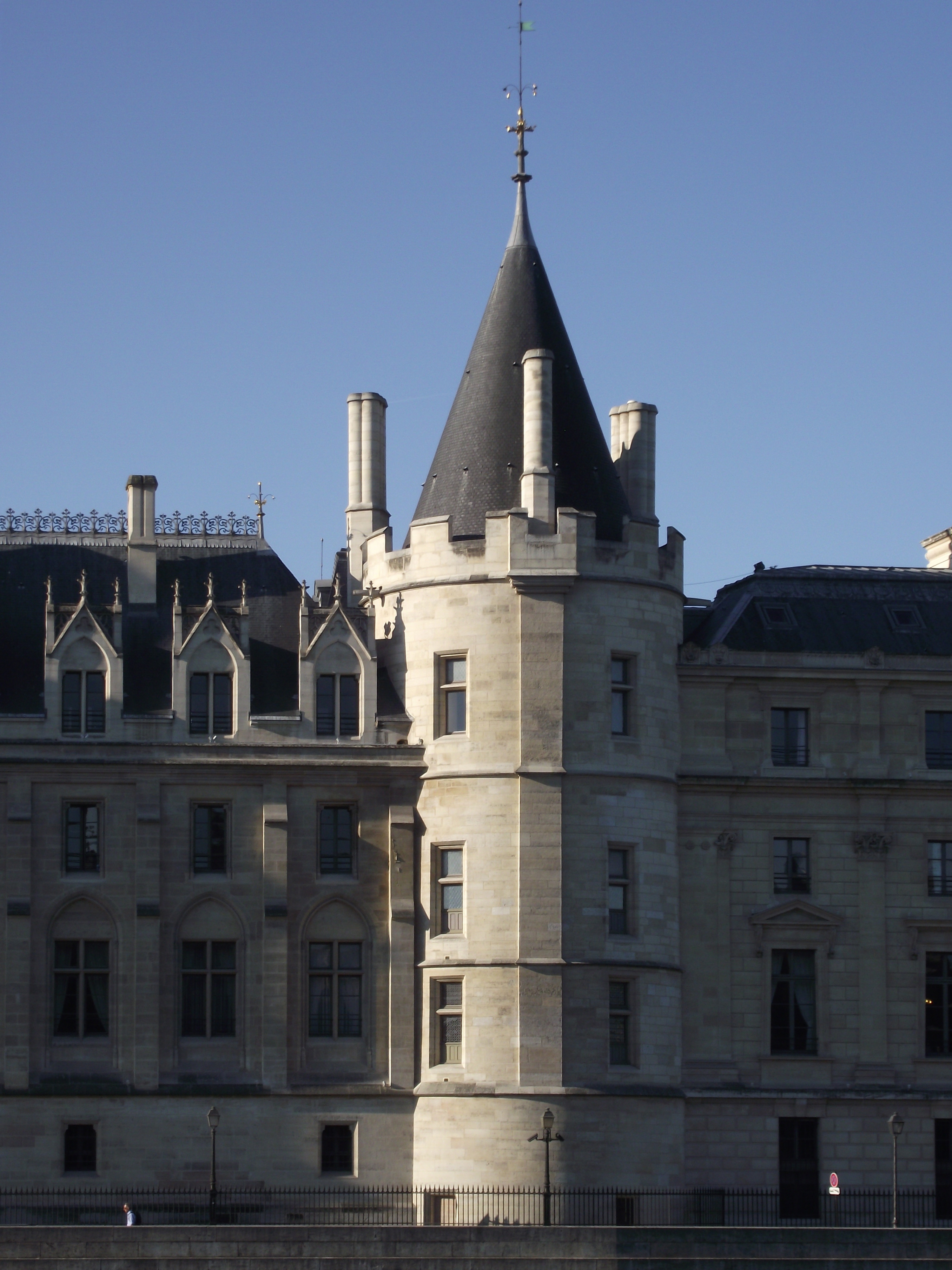
Tour Bonbec
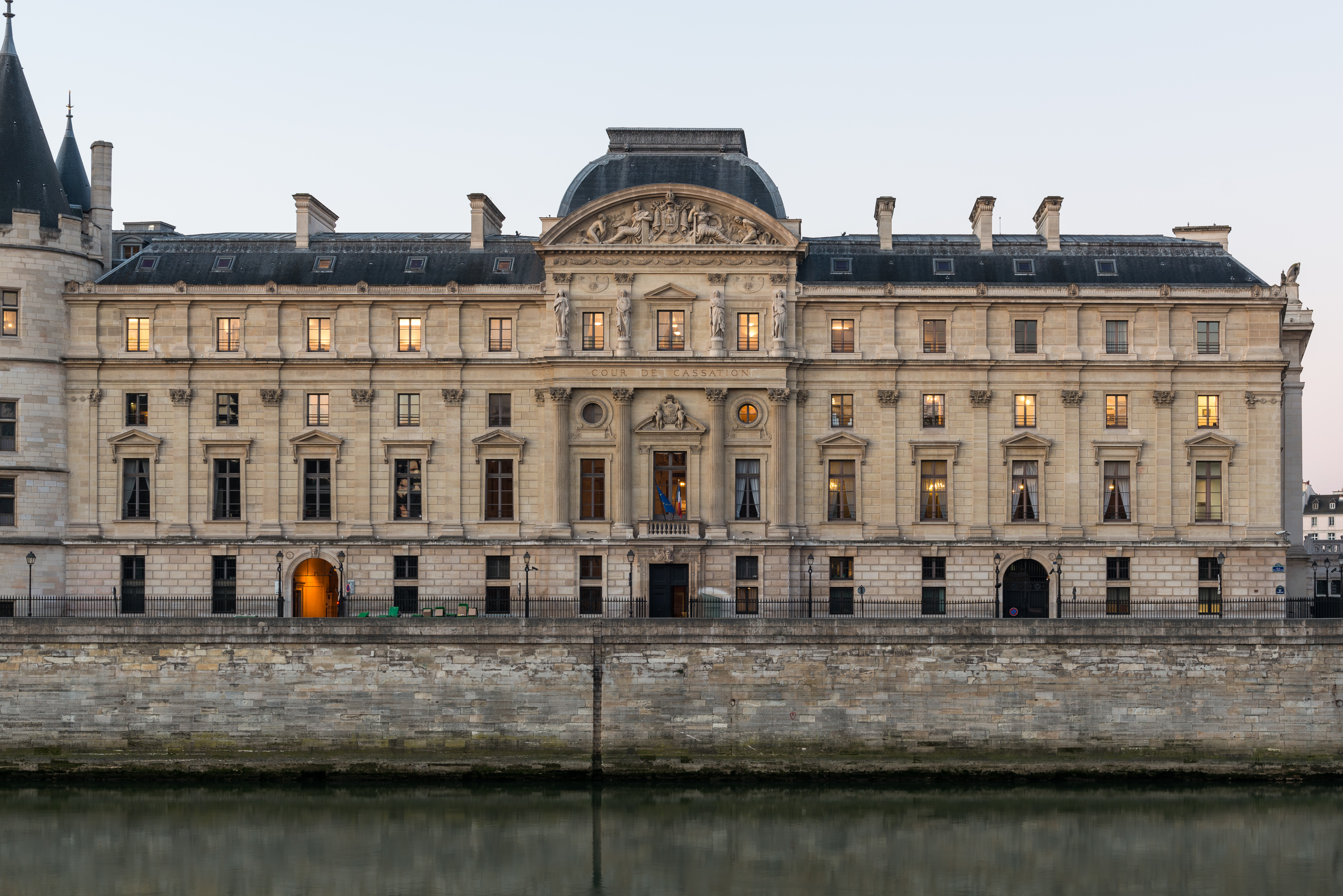
Oostelijke vleugel, Cour de Cassation
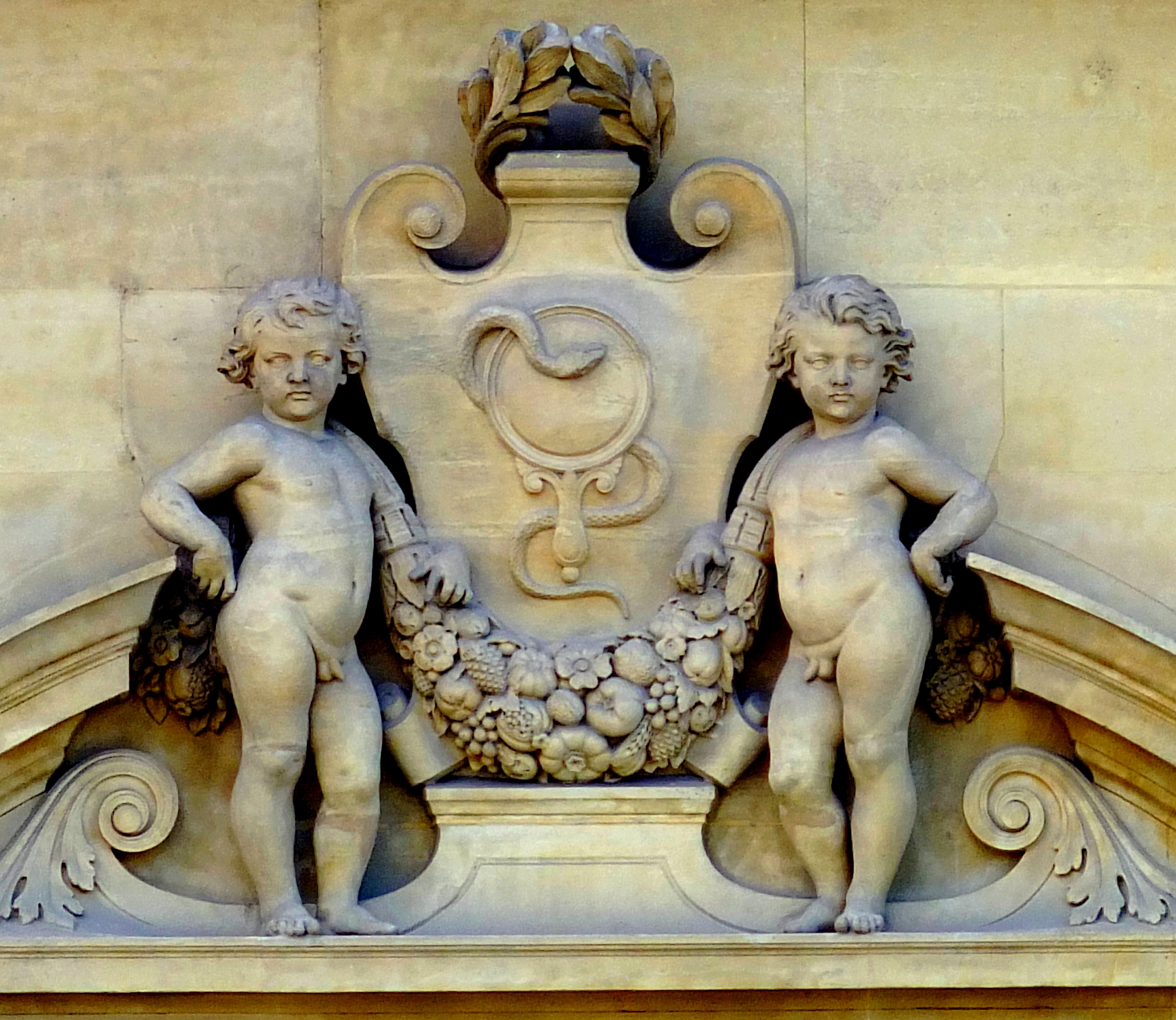
Fronton Cour de Cassation

### Westgevel
Het grootste deel van de westelijke gevel bestaat uit een monumentale compositie die van 1857 tot 1868 is gebouwd voor de Cour d'assises ("Hof van appel") naar een ontwerp van Joseph-Louis Duc en Etienne Theodore Dommey uit 1847, daarna hersteld na de brand van 1871 en voltooid in 1875. De gevel ziet uit op Place Dauphine, waarvan de vroeg zeventiende-eeuwse oostwand in 1874 werd afgebroken om ruimte te maken voor het nieuwe gebouw. De stijl is neoclassicistisch, hoewel het ontwerp ook is geïnspireerd op Oud-Egyptische architectuur en met name op de gevel van het Dendera-tempelcomplex. De monumentale beelden in het middendeel personifiëren, van noord naar zuid: Voorzichtigheid en Waarheid van Augustin-Alexandre Dumont, Straf en Bescherming van François Jouffroy, en Dwang en Evenwichtigheid van Jean-Louis Jaley. De gestileerde leeuwen op de trappen zijn van Isidore Bonheur (1866). Op de uiteinden van de gevel bevinden zich twee medaillons met bas-reliëfs van twee beroemde wetgevers, Napoleon Bonaparte (Code Napoléon) en Justinianus I (Codex Justinianus).

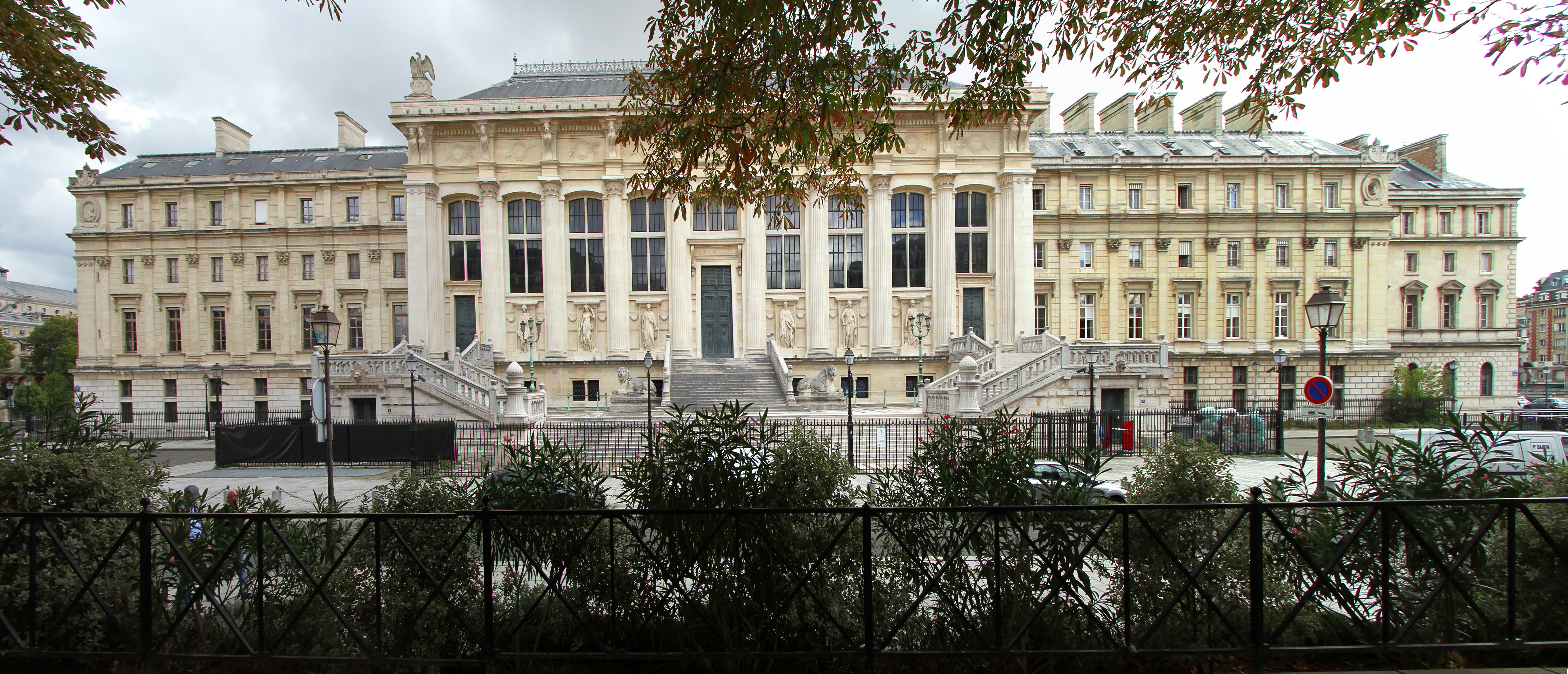
Westgevel Cour d'assises, overzicht
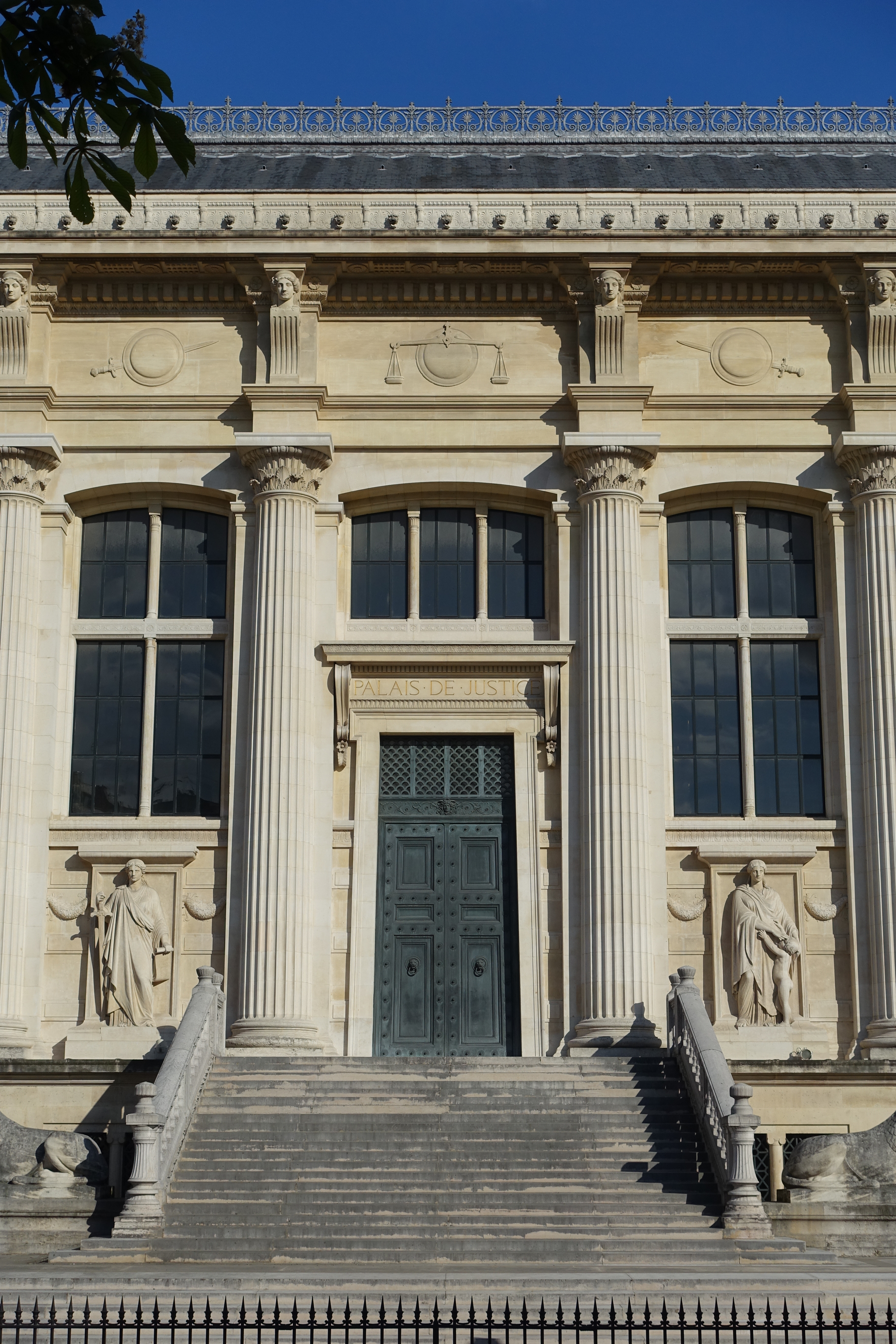
Entree geflankeerd door zuilen en reliëfs
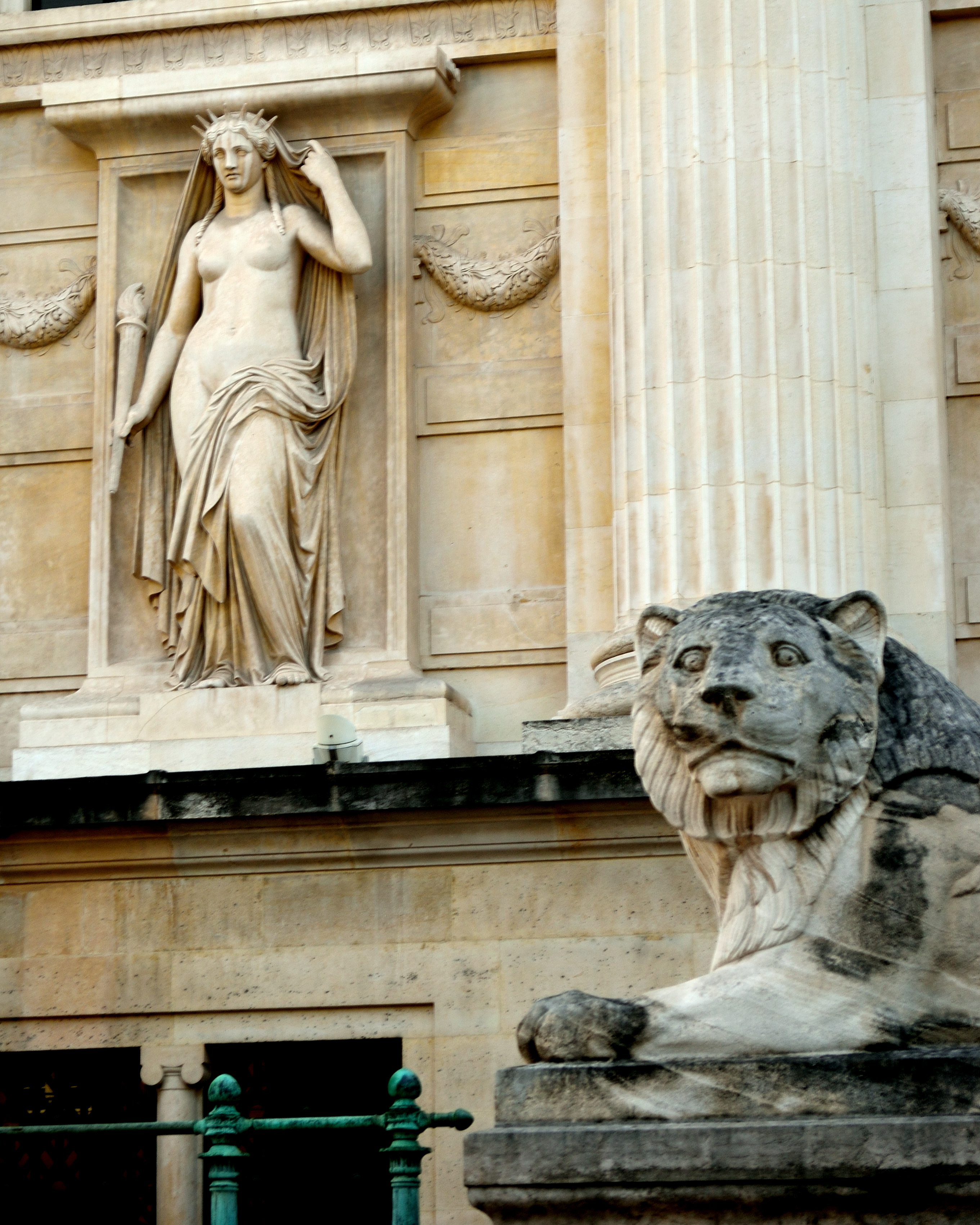
Detail: De waarheid en leeuw
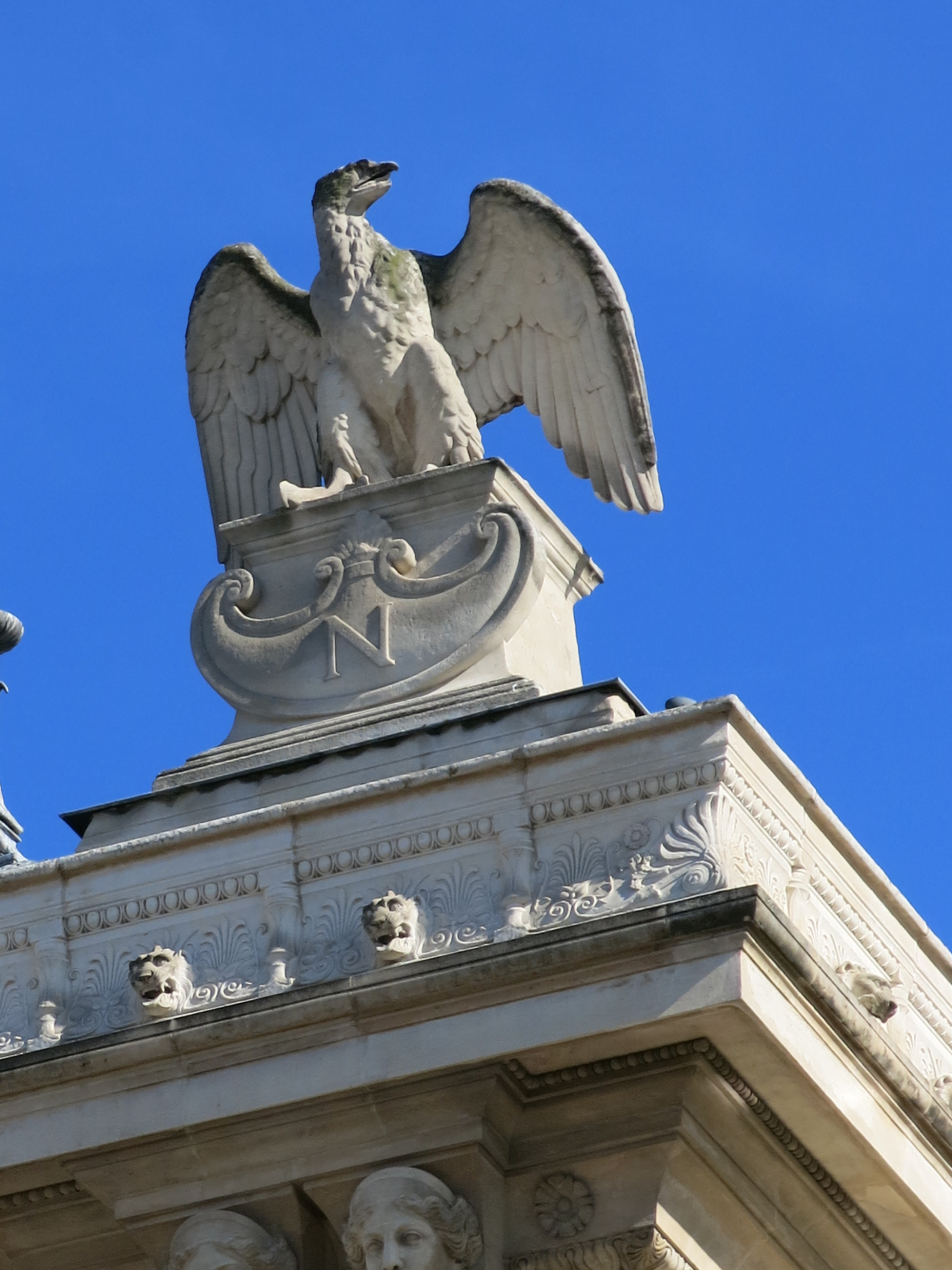
Keizerlijke adelaar op het dak
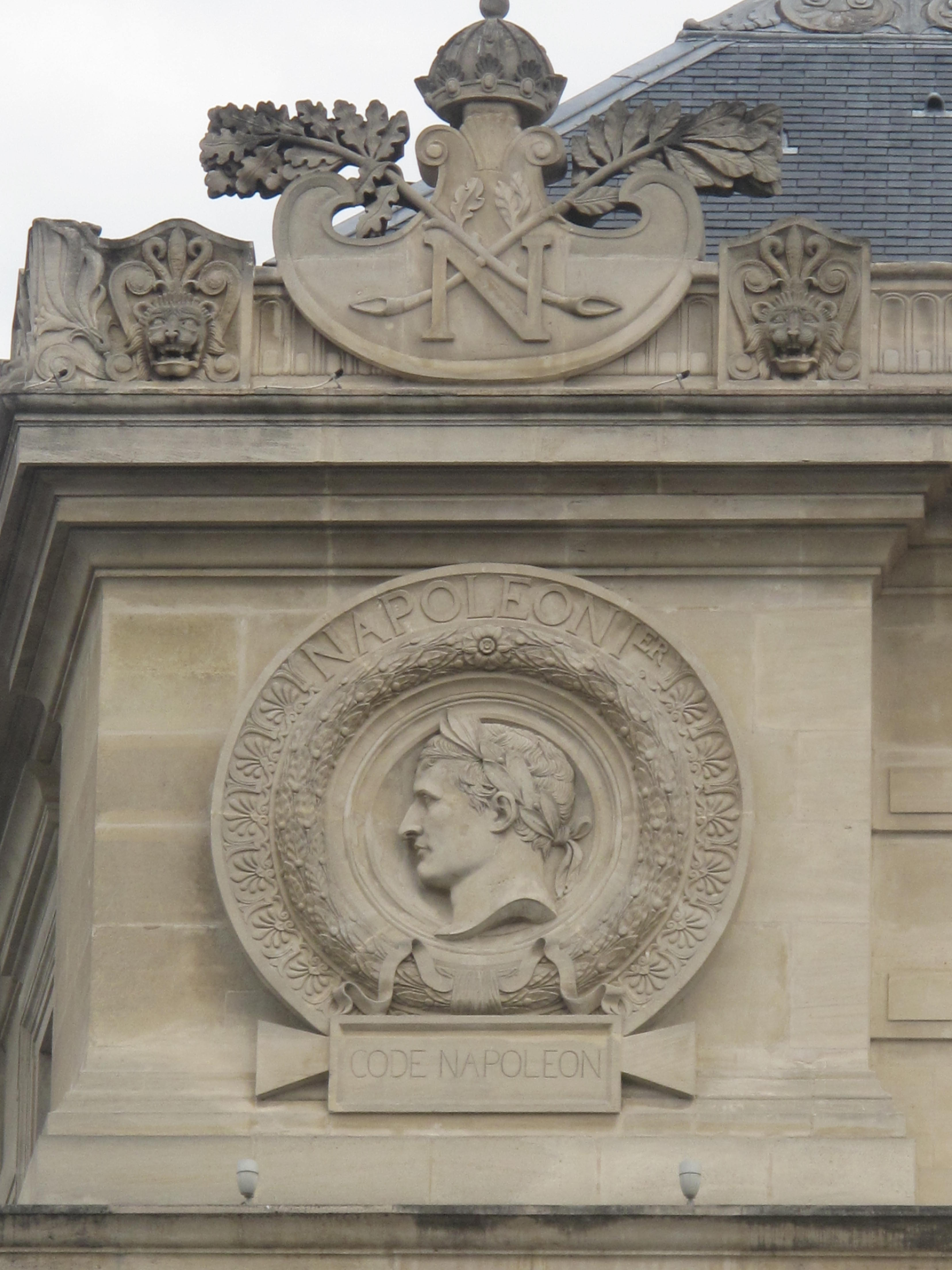
Medaillon Napoleon
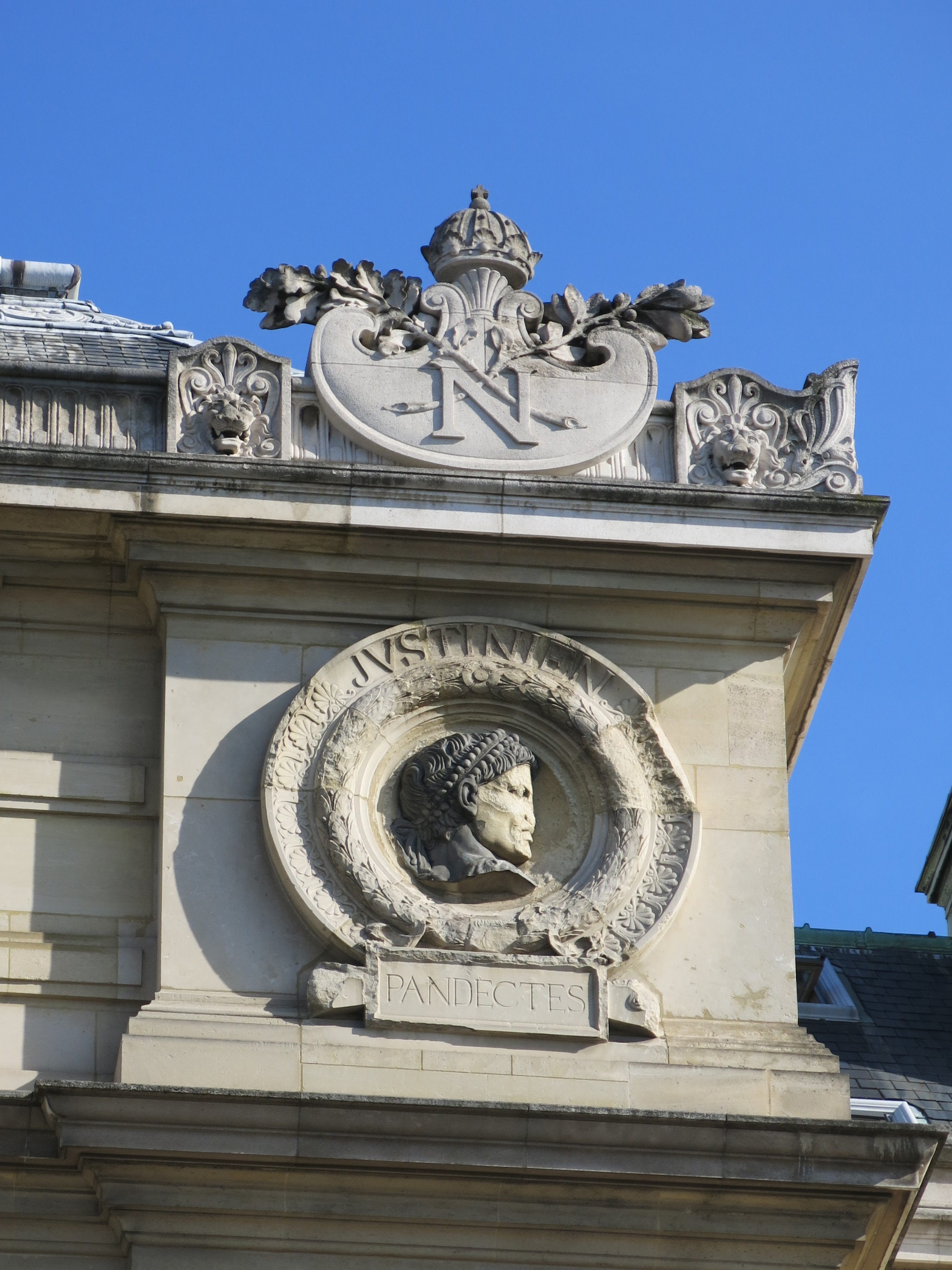
Medaillon Justinianus

### Zuidgevel
De zuidelijke gevel bestaat uit twee afzonderlijke vleugels. De westelijke vleugel werd ontworpen in neorenaissancestijl door Émile Gilbert en zijn schoonzoon Arthur-Stanislas Diet. De bouw vond plaats tussen 1875 en 1880 op de locatie van het Hôtel du Bailliage ("Herenhuis van de baljuw"), dat ook in 1871 was afgebrand.
De oostvleugel is in feite een apart gebouw dat van 1907 tot 1914 tot stand kwam naar een ontwerp van  Albert Tournaire. Het betrof de laatste grote uitbreidingsfase van het complex en verving enkele in 1904 onteigende en daarna gesloopte privéwoningen aan de Quai des Orfèvres. De gevel eindigt in het westen met een decoratieve vierkante toren met een halfrond arkeltorentje. Op de zuidgevel van de toren bevindt zich halverwege een gebeeldhouwde zonnewijzer uit 1913 van Jean Antoine Injalbert met het Latijnse opschrift HORA FUGIT STAT JUS ("de tijd vliegt, de wet blijft"). De hoofdgevel wordt verlevendigd door vier monumentale standbeelden in nissen: De Waarheid van Henri-Édouard Lombard, De wet van André Allard, De welsprekendheid van Raoul Verlet en Het mededogen van Jules Coutan. De hoek met de Boulevard du Palais wordt gevormd door een torenachtig hoekpaviljoen, met een monumentale entree met verguld wapenschild en het opschrift GLADIUS LEGIS CUSTOS ("het zwaard bewaakt de wet").

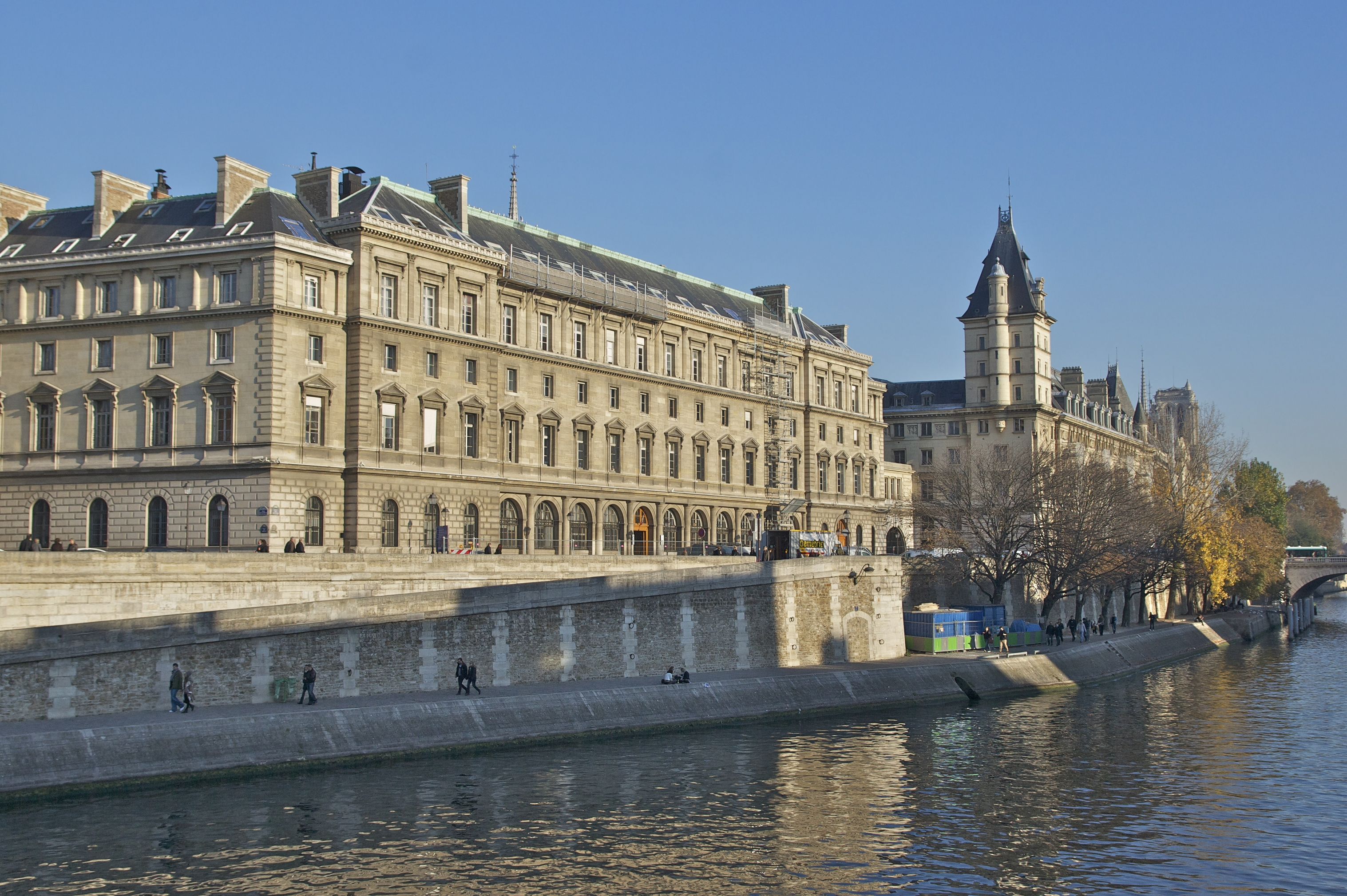
Zuidgevel, links de westelijke vleugel
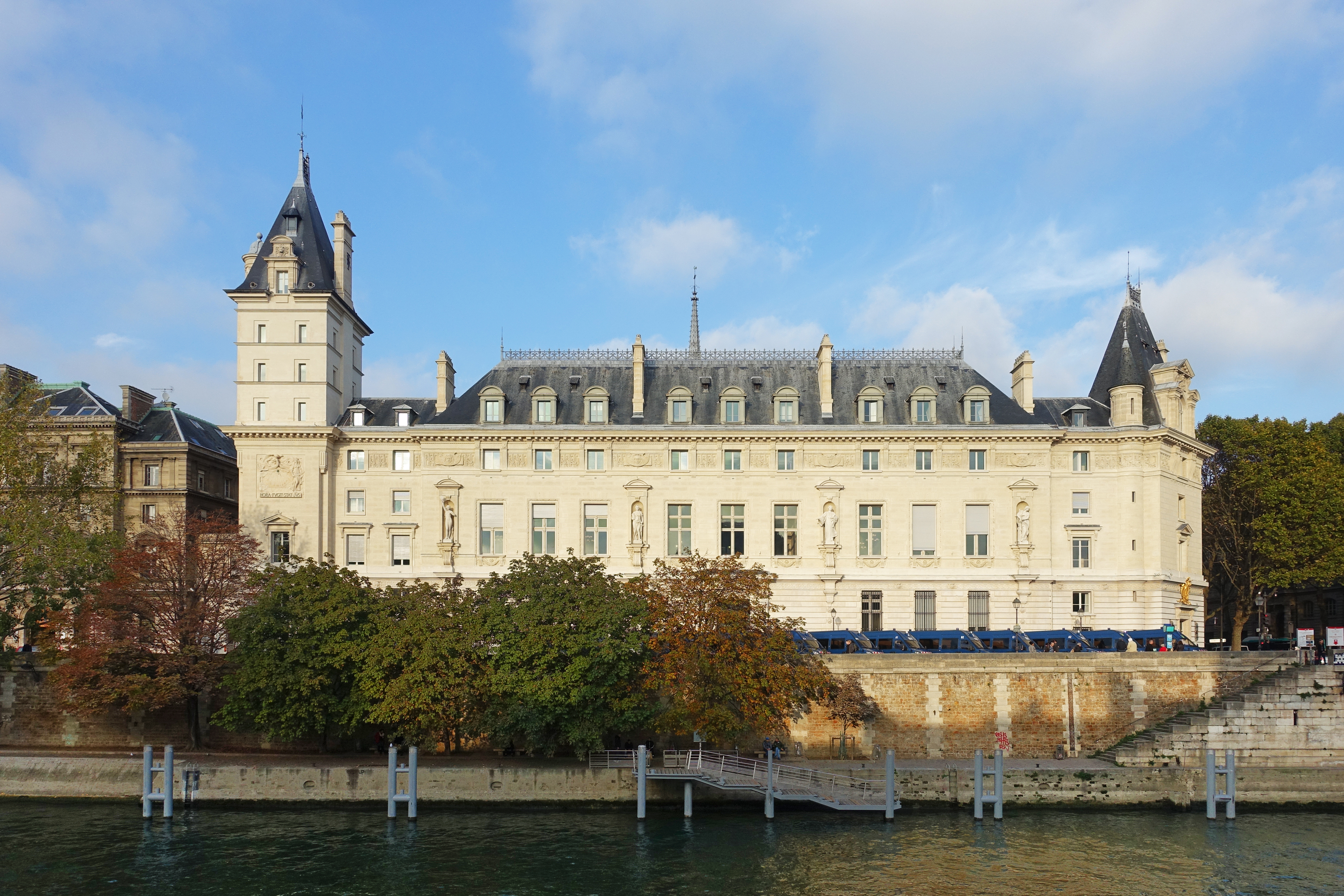
Zuidgevel, oostelijke vleugel
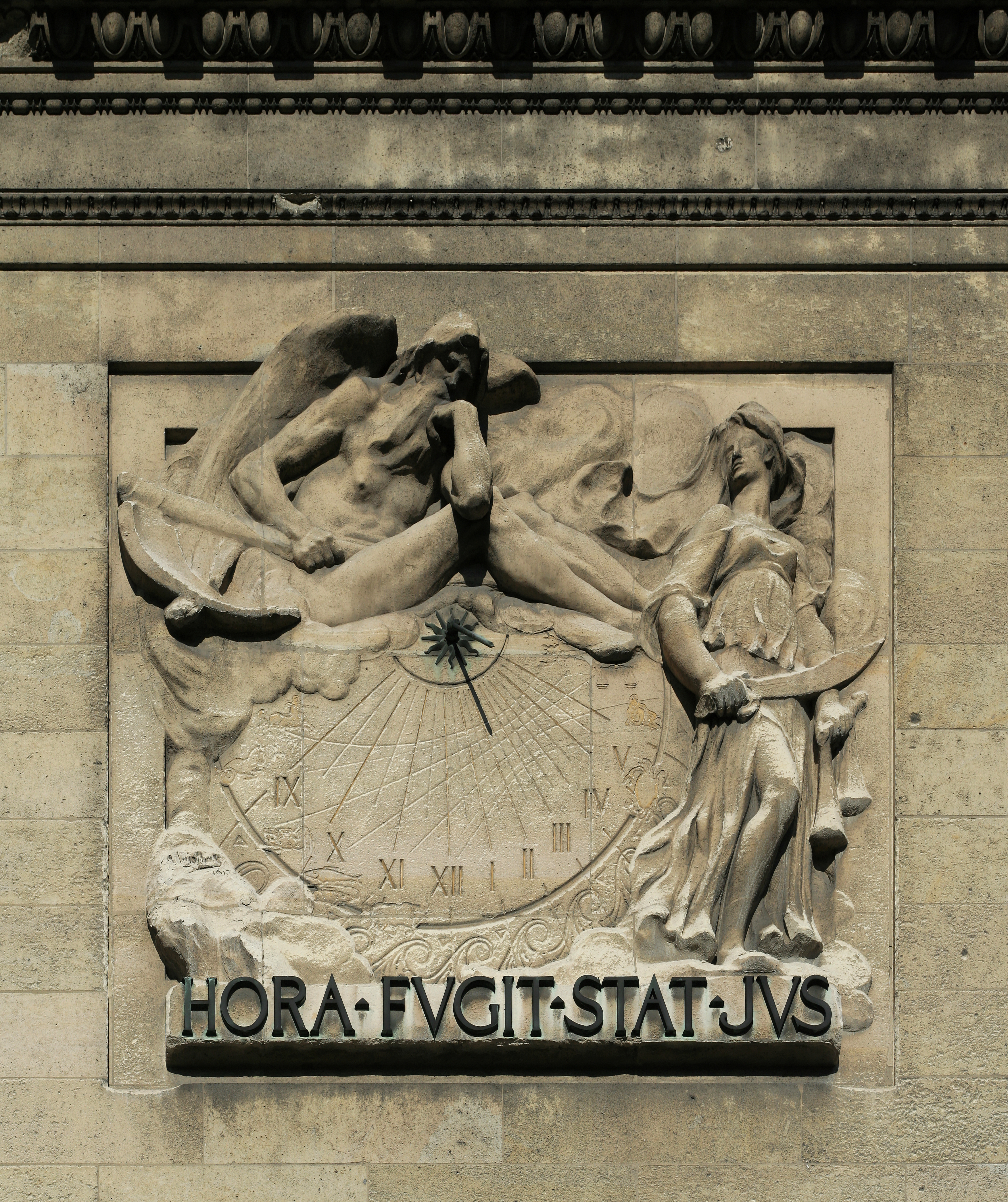
Zonnewijzer
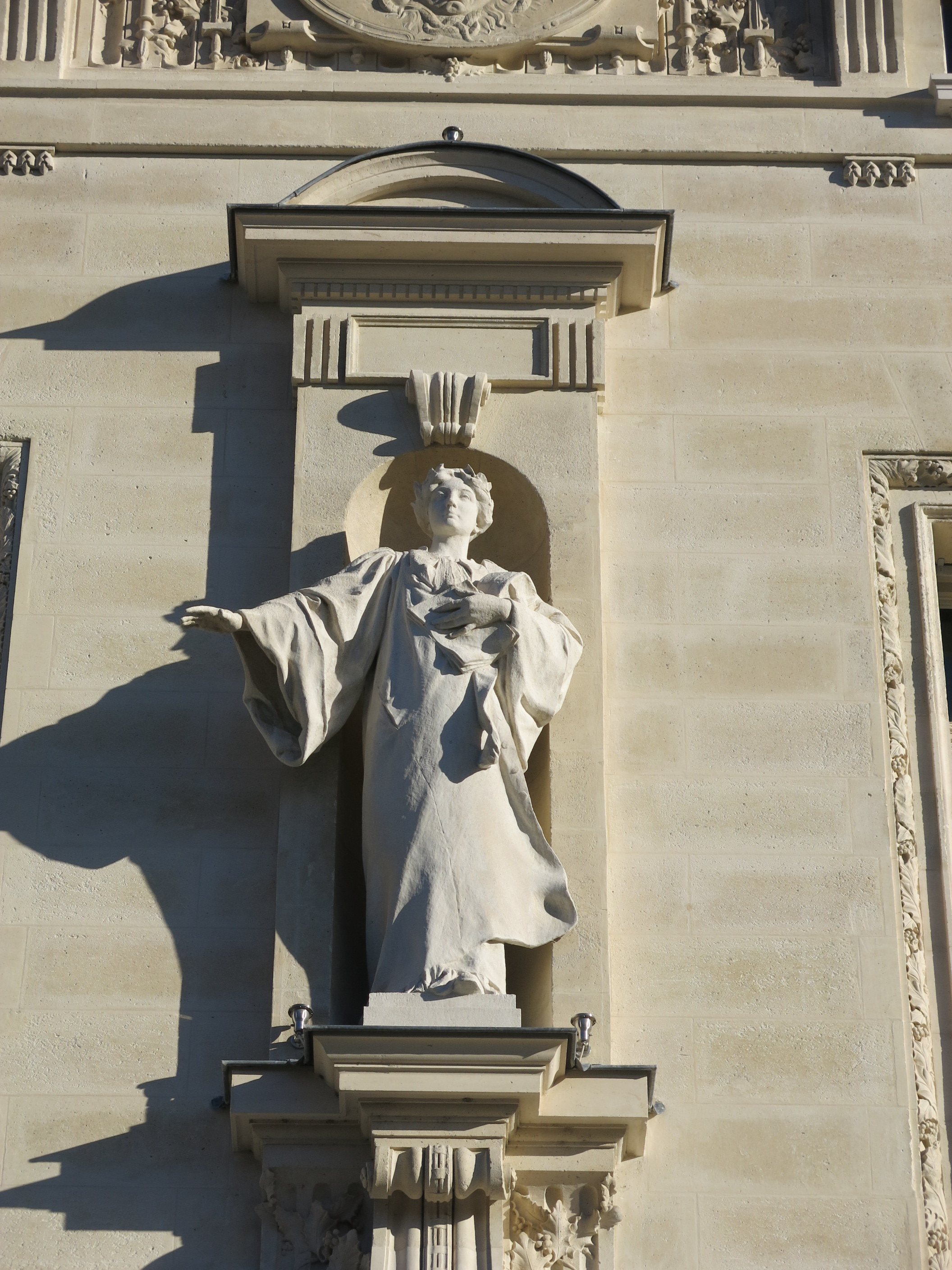
De welsprekendheid
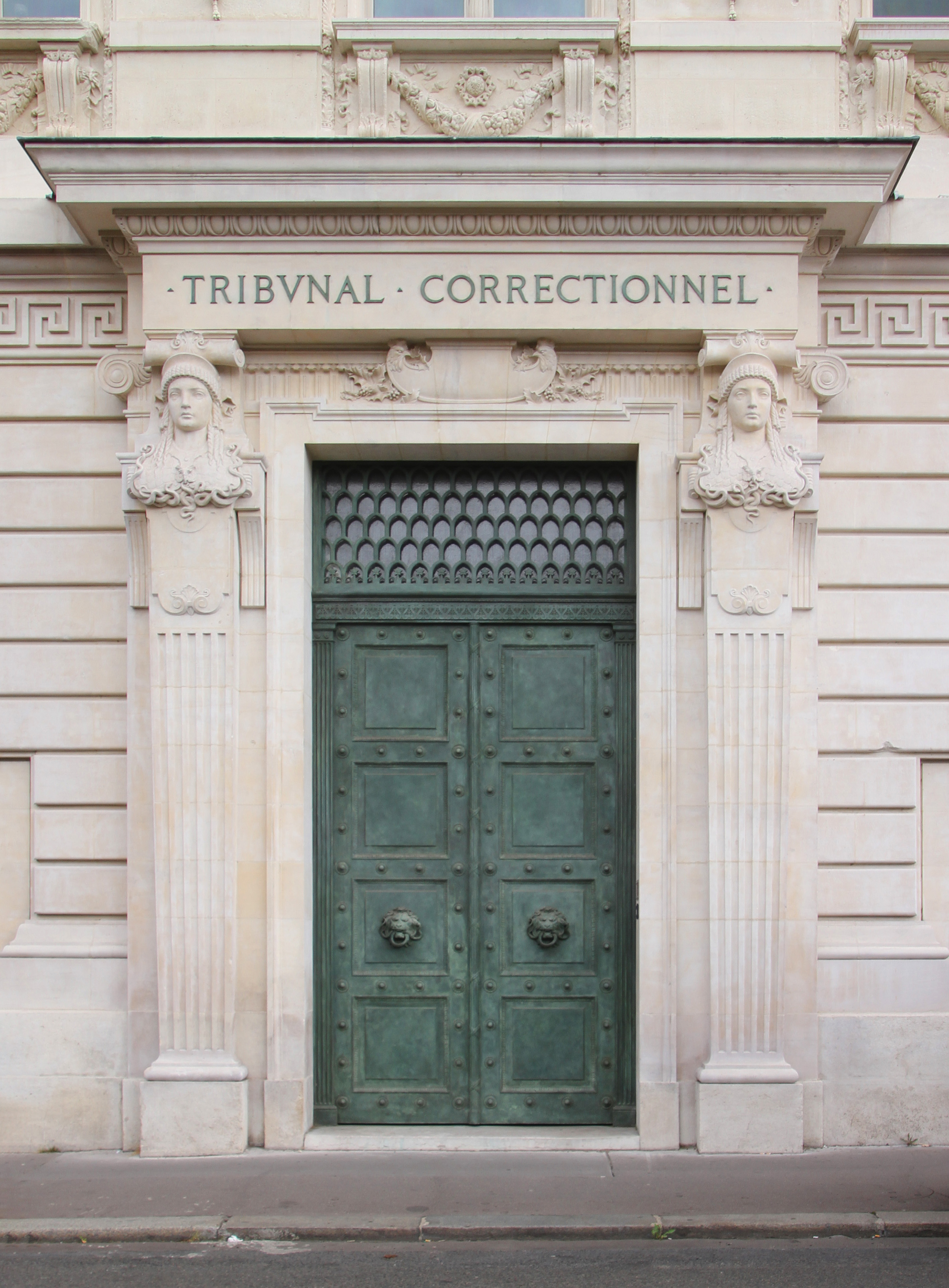
Statige entree
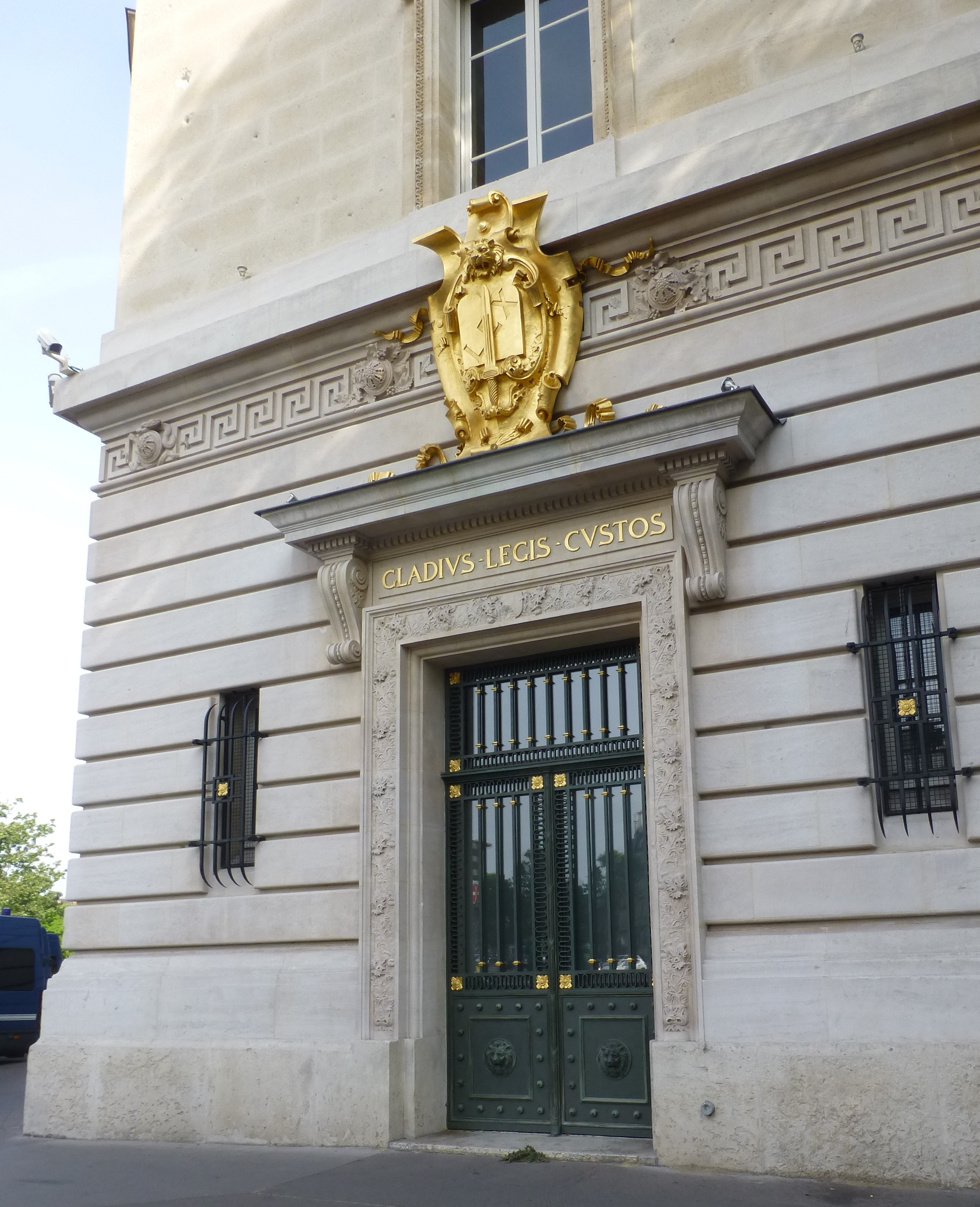
Zuidoostelijke entree

### Interieur
De interieurs van de diverse gebouwdelen weerspiegelen de negentiende-eeuwse behoefte naar "representatieve architectuur". De Salle des pas perdus ("Zaal van de Verloren Stappen" of "Zaal van de Nietverlorenen") bevindt zich in de Conciergerie, op de plaats van de Grand-Salle van het oude koninklijk paleis. De betekenis van de naam is niet duidelijk. De zaal werd in 1618 door brand verwoest en in 1871 opnieuw tijdens de Commune van Parijs.

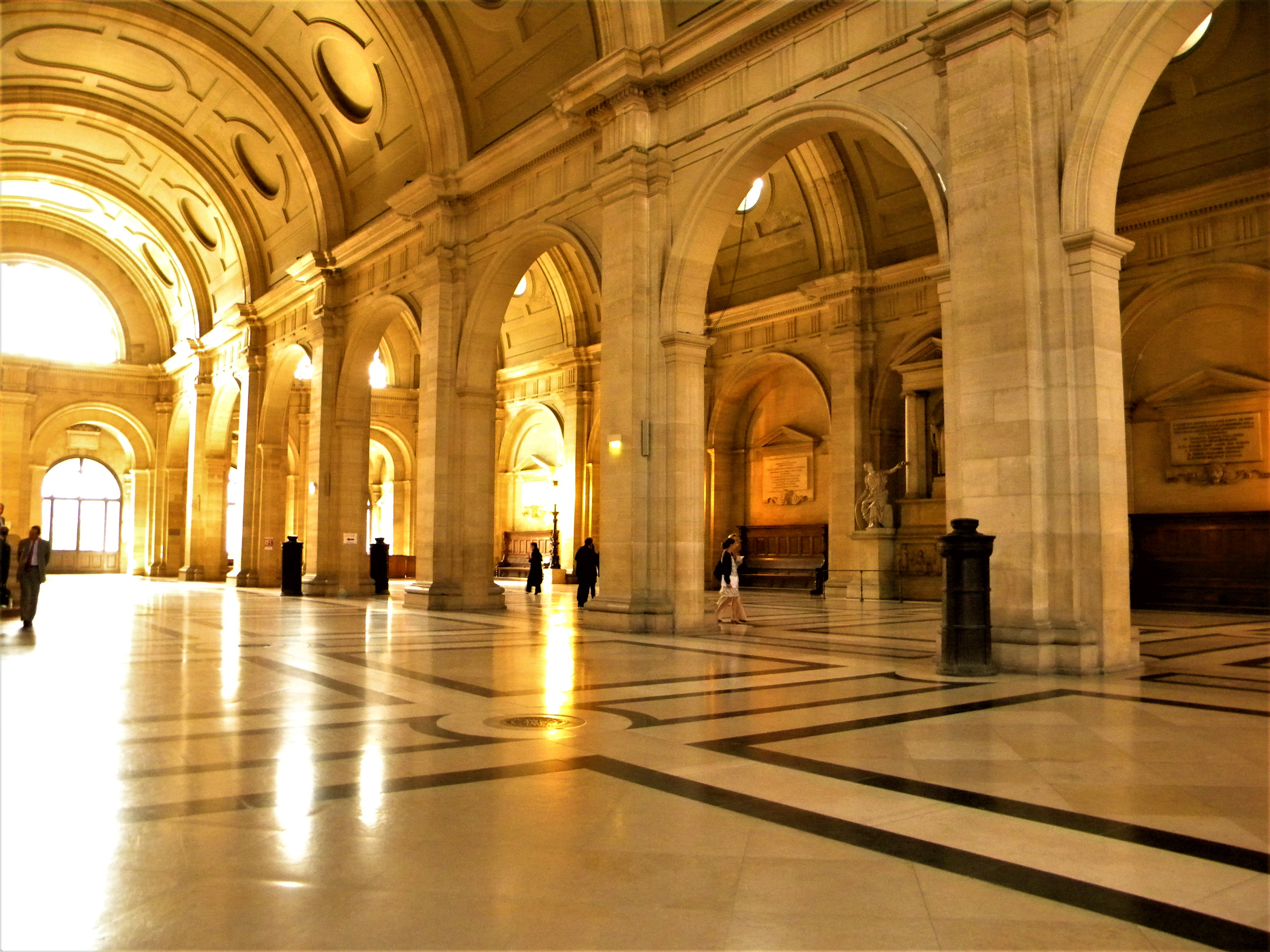
Salle des pas perdus
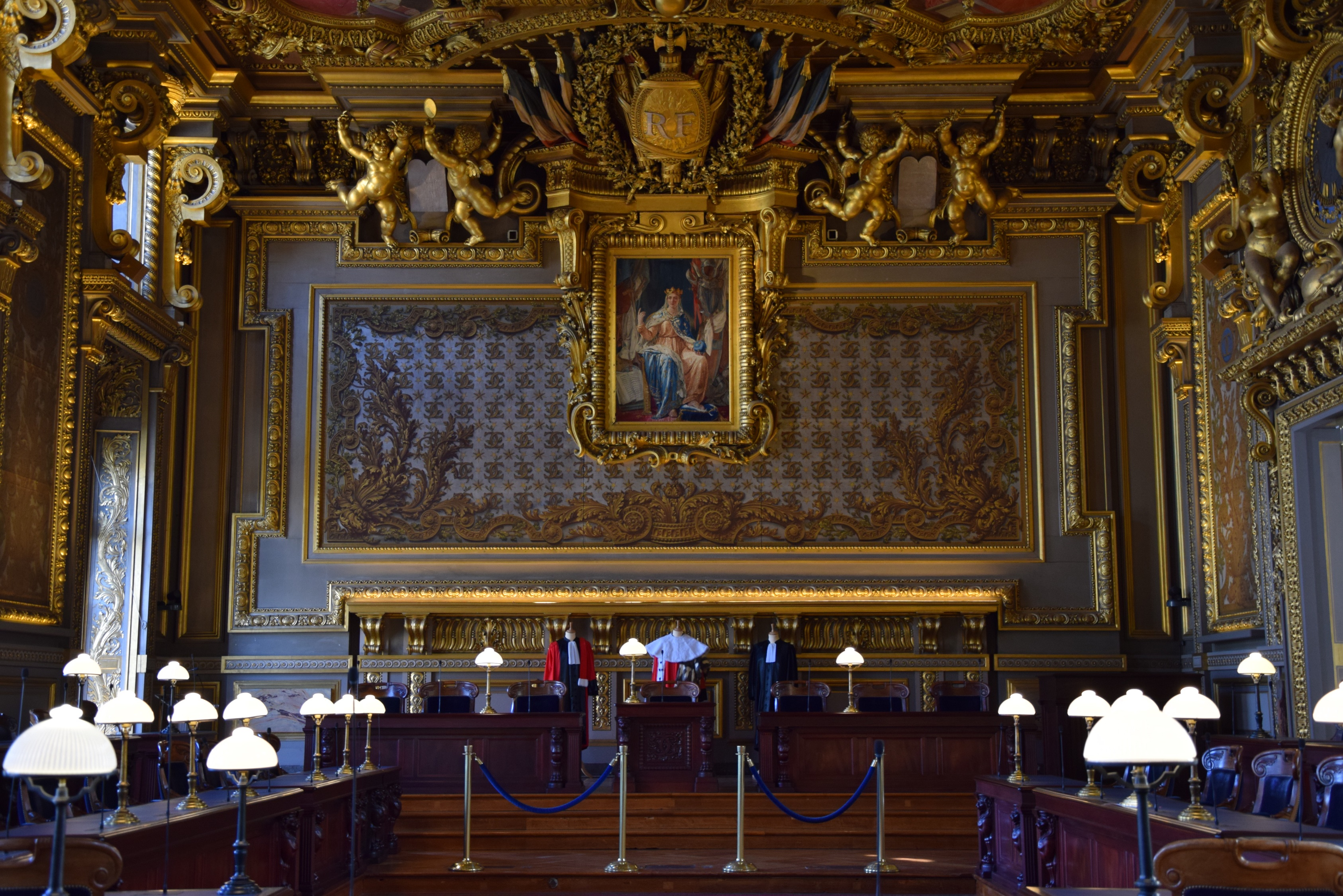
Cour de Cassation, Eerste Civiele Kamer
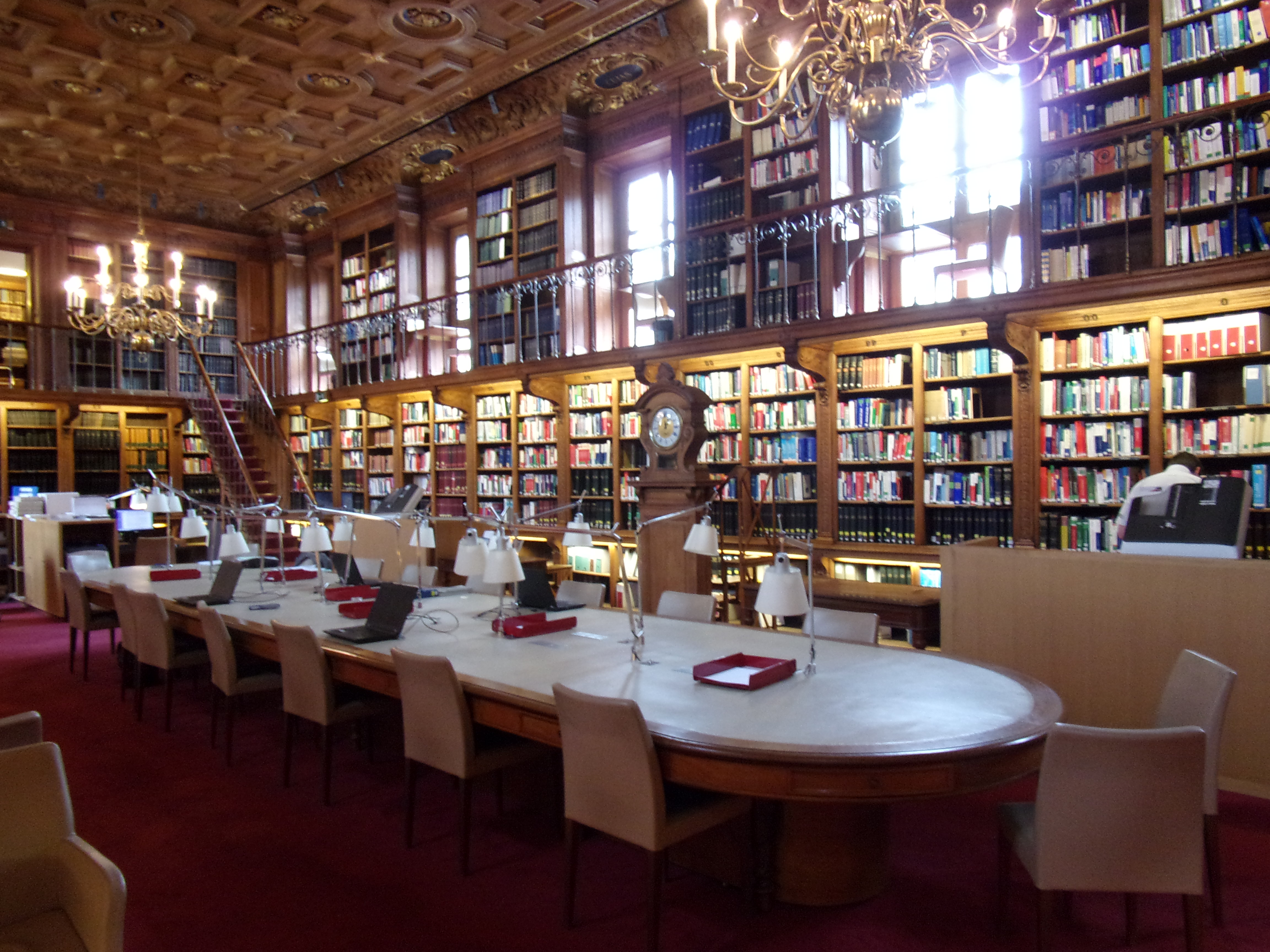
Cour de Cassation, bibliotheek
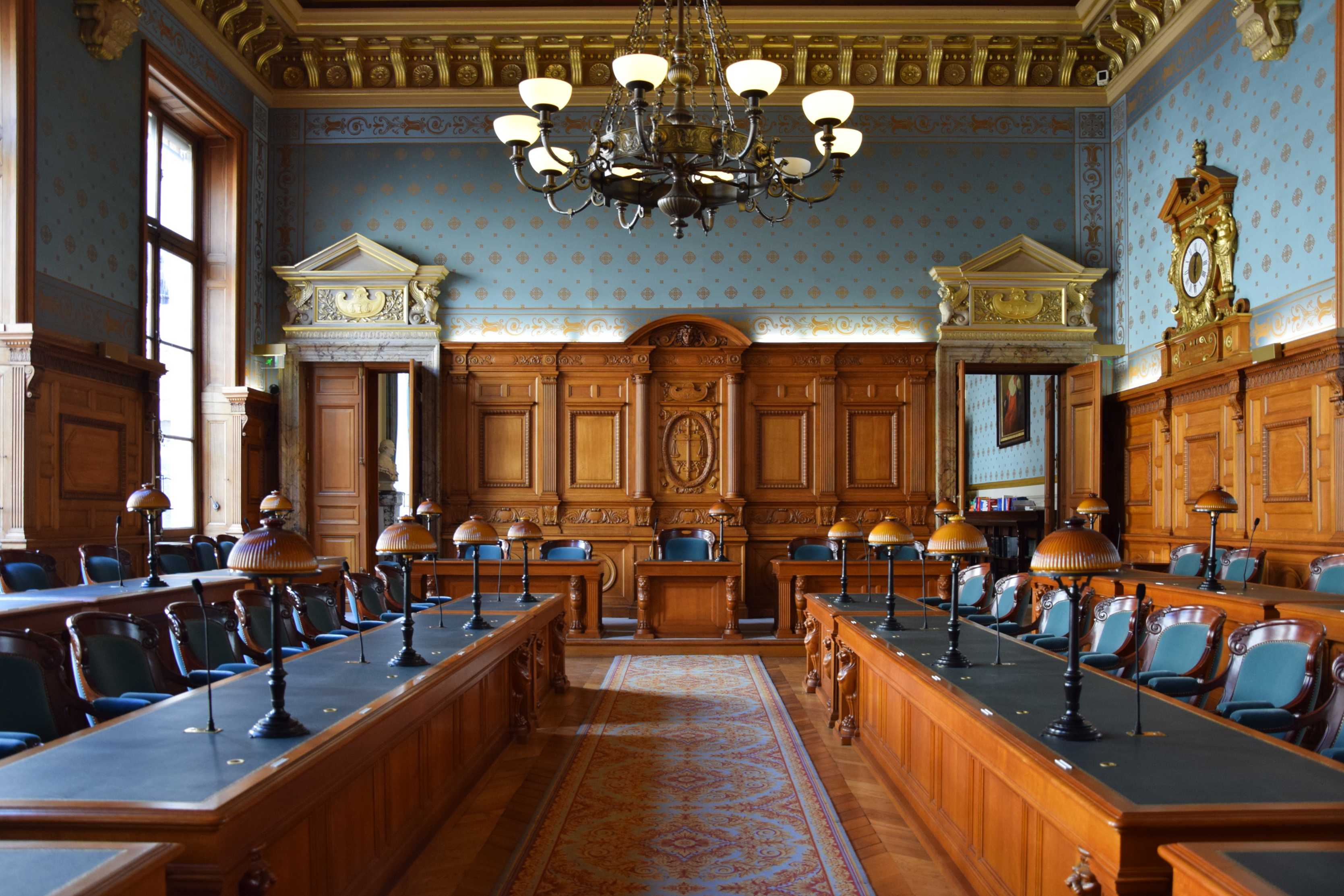
Cour d'assises, Salle Voltaire
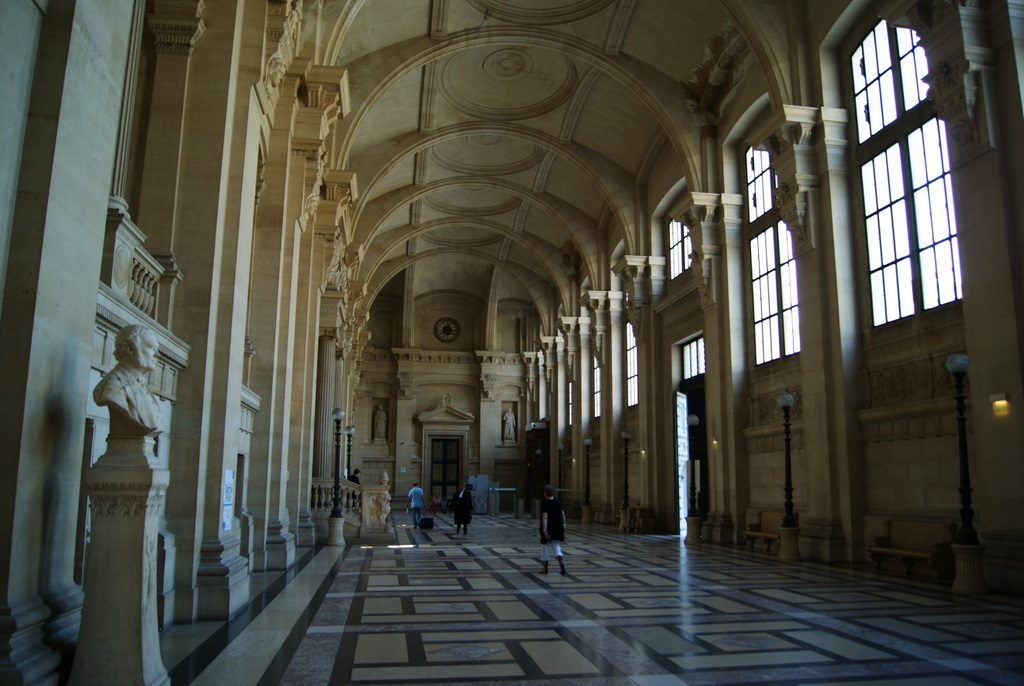
Cour d'appel, vestibule de Harlay

- Bibsys: 90688535
- Gemeinsame Normdatei: 4353461-2
- International Standard Name Identifier: 0000 0000 9201 4530
- Library of Congress Control Number: n50079442
- Nationale Bibliotheek van Israël: 987007605213805171
- Nationale en Universitaire bibliotheek Zagreb: 000724177
- Système universitaire de documentation: 277422914
- Union List of Artist Names: 500310652